# Storia del cristianesimo

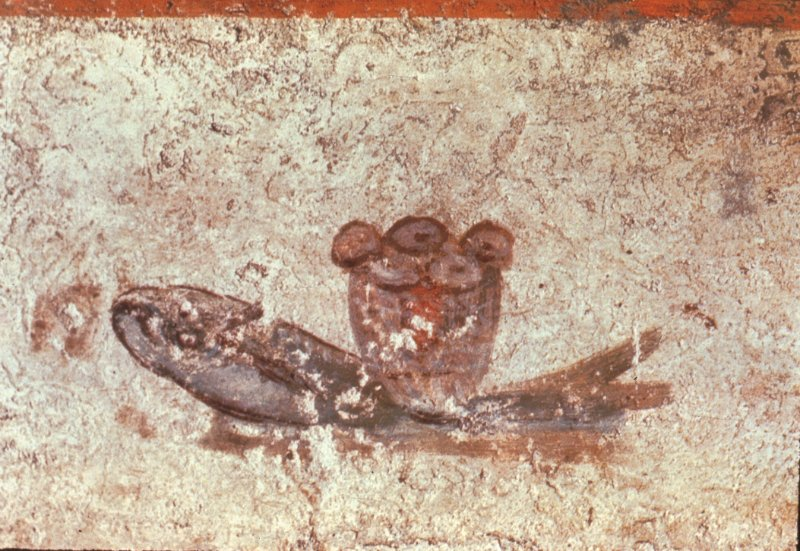
I simboli paleocristiani dei pani e dei pesci presso le catacombe di San Callisto di Roma

La storia del cristianesimo tratta della storia della religione cristiana e delle sue istituzioni dalle origini del cristianesimo nel I secolo in poi. Il cristianesimo iniziò nel I secolo d.C. a seguito della predicazione di Gesù di Nazareth e dei discepoli che lo avevano conosciuto, come gli apostoli, gli evangelisti Marco e Luca. Paolo di Tarso svolse un'azione fondamentale per la fondazione di comunità cristiane, o "chiese", dopo la sua conversione.
Il cristianesimo inizialmente si diffuse da Gerusalemme, in tutto il Vicino Oriente. Nel IV secolo fu adottato come religione di Stato dall'Armenia nel 301, in Etiopia nel 325, in Georgia nel 337 e, infine, dall'Impero romano nel 380. Si diffuse in tutta Europa nel Medioevo e continuò ad espandersi nel mondo con le grandi scoperte dal Rinascimento in poi diventando la maggiore religione al mondo. Durante la propria storia, i cristiani hanno sia subito che inflitto persecuzioni, conosciuto scismi e lotte, talvolta anche cruente, ingaggiate sia tra diverse correnti interne allo stesso cristianesimo sia contro altre religioni. Le prime sono derivate da dispute teologiche che hanno sancito la nascita di diverse Chiese distinte. Le confessioni principali del cristianesimo sono la Chiesa cattolica romana, la Chiesa ortodossa orientale e le varie Chiese protestanti. Le lotte contro altre religioni furono principalmente condotte in due fasi: nei primi secoli contro il paganesimo e durante il Medioevo contro gli ebrei e l'Islam, attraverso le crociate (ad eccezione della crociata contro i catari, diretta verso una corrente minoritaria di cristiani).

## Periodizzazione
Si è soliti distinguere convenzionalmente quattro fasi della storia del cristianesimo, corrispondenti a quelle della civiltà occidentale (pur tenendo conto dei limiti di tale periodizzazione: per esempio, le Chiese dell'Europa orientale non hanno conosciuto quel fenomeno che in Occidente passa sotto il nome di Medioevo):
1. epoca antica (I-V secolo): dalla nascita, con Gesù, fino ai primi concili ecumenici.
2. epoca medievale (V-XV secolo): dalle conversioni delle popolazioni barbariche alla fine dello scisma d'occidente; inizio della rottura col Medioevo è la lotta tra papa Bonifacio VIII e il re di Francia Filippo il Bello.
3. epoca moderna (XV-XVIII secolo): è l'epoca della nascita degli Stati nazionali, dei grandi Concili del XV e XVI secolo, della rottura dell'unità religiosa dell'Europa occidentale, con la nascita del protestantesimo; il periodo termina con la Rivoluzione francese.
4. epoca contemporanea (XIX-XXI secolo): dalla Rivoluzione francese ai nostri giorni.

## Età antica

### Origini e iniziale diffusione del cristianesimo

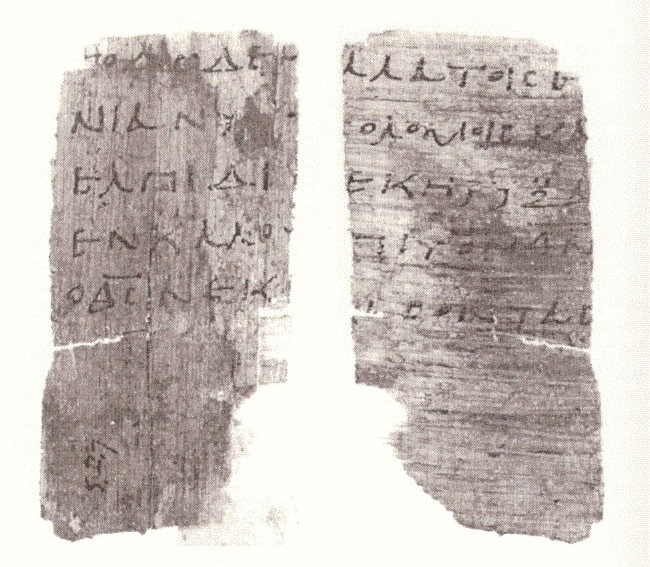
Il Papiro 29, il frammento più antico degli Atti degli Apostoli, la principale fonte per la storia del cristianesimo in età apostolica.

Sebbene tra gli studiosi non ci sia unanime certezza su quando far risalire la nascita del cristianesimo, con sufficiente approssimazione si possono individuare le sue origini nella predicazione e negli atti di Gesù, che agli occhi dei suoi seguaci e dei suoi discepoli, rappresentò la realizzazione delle aspettative messianiche presenti nella tradizione del pensiero e degli scritti sacri della civiltà ebraica.
Secondo quanto raccontano gli Atti degli Apostoli,  a pochi anni dalla morte di Gesù, avvenuta tra il 26 e il 36, il gruppo dei suoi discepoli si ricompose a Gerusalemme sotto la guida dei dodici apostoli formando una comunità che doveva contare alcune migliaia di ebrei. Agli apostoli presto si affiancarono sette diaconi che dovevano provvedere alle necessità materiali del gruppo e alle opere caritatevoli, ma che poi si dedicarono anche loro alla predicazione. I rapporti con le autorità giudaiche dell'epoca non furono semplici e la comunità cristiana fu vittima di sospetti e persecuzioni; il diacono Stefano venne condannato alla lapidazione con l'accusa di blasfemia ed è annoverato per essere stato il primo martire cristiano. Con la cristianizzazione del centurione Cornelio ebbe inizio la conversione dei pagani,  dando vita al problema dell'accettazione all'interno della comunità di fedeli non circoncisi, come erano quelli che non provenivano dall'ebraismo. Per dirimere la questione, intorno al 49-52, si tenne quello che è conosciuto come concilio di Gerusalemme che decise che a loro non dovesse venire imposta la legge mosaica.
Nel frattempo il cristianesimo andava a diffondersi per tutto l'Impero Romano con comunità che nascevano a Roma, Damasco, Samaria, Fenicia e a Cipro. Fu soprattutto grazie all'azione di Paolo di Tarso, ebreo con cittadinanza romana convertitosi intorno al 35-37, che tramite viaggi missionari in Asia e in Europa e alle sue numerose lettere inviate alle neonate comunità, che il cristianesimo poté estendersi velocemente nelle popolazioni di cultura greca e romana, in taluni casi arrivando a raggiungere alte personalità dell'amministrazione pubblica.
Una volta uscita dai confini del giudaismo, i cristiani si trovarono a confrontarsi con la religione romana, dovendo “inserirsi in un ordinamento politico che poneva determinate richieste religiose di tipo totalitario”.  Per i cittadini romani, le vicissitudini dello stato e la volontà degli dei erano inseparabili e da essi dipendeva la sorte dell'impero. È chiaro che la presenza delle comunità cristiane che si sottraevano ai tradizionali e obbligatori rituali era per molti vista come una minaccia alla Pax deorum, la situazione di concordia tra divinità e cittadini su cui si basavano le fortune dell'Impero. La persecuzione di Nerone scoppiò nel 64, quando i cristiani furono accusati di avere appiccato il Grande incendio di Roma che distrusse gran parte della città.

### Dottrina, liturgia e spiritualità nelle prime comunità

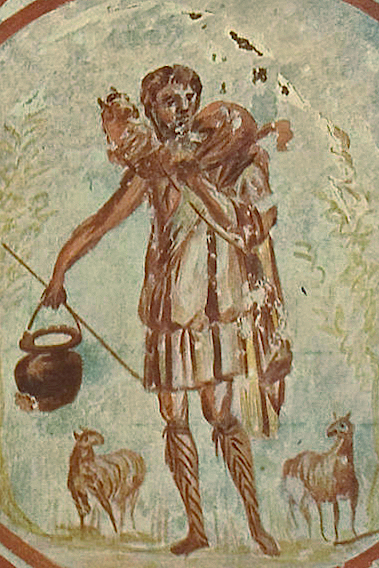
Gesù rappresentato come il "buon pastore", opera del III secolo

Le prime comunità cristiane usavano riunirsi con una certa frequenza per pregare e consumare un pasto comunitario. Non possedendo spazi comuni spesso il luogo di incontro erano le domus ecclesiae, case private messe a disposizione da parte dei fedeli più facoltosi. Nella comunità si distinguevano i “diaconi” addetti alle funzioni più materiali, i maestri, il consiglio degli anziani (o presbiteri) che reggeva il gruppo stesso e gli episcopi, a cui spettavano compiti di guida di una comunità più ampia.
Per entrare nella comunità era necessario ricevere il battesimo, inizialmente dato dopo una breve interrogazione dell'aspirante fedele, ma, a partire dalla seconda metà del II secolo, sembra che fosse necessario attraversare prima un periodo di catecumenato della durata di circa tre anni.
I primi cristiani continuarono a celebrare le festività ebraiche della Pasqua e della Pentecoste, anche se a queste venne attribuito un significato diverso; solamente più tardi iniziarono ad affermarsi altre ricorrenze, come l'Epifania. Riguardo alle forme d'arte, si ritiene che inizialmente i cristiani avessero seguito il divieto biblico della rappresentazione di Dio tipico dell'ebraismo. Tuttavia, già verso la fine del II secolo tale divieto era stato abbandonato, probabilmente per l'influsso di culture più permissive.
Nella seconda metà del I secolo iniziò un lavoro di raccolta e organizzazione dei racconti della vita e degli insegnamenti di Gesù, prima tramandati prevalentemente per via orale, che portò alla realizzazione dei testi che prendono il nome di “vangeli”. Contestualmente iniziò una selezione che durò decenni, da cui emersero i quattro vangeli tutt'oggi presenti nel canone della Bibbia, mentre quelli esclusi vennero considerati eretici e apocrifi.

### II e III secolo: le grandi persecuzioni

#### Persecuzioni del II secolo
Seppur in modo discontinuo e con notevoli differenze a seconda dei luoghi, per tutto il II secolo i cristiani continuarono a subire persecuzioni. Sono, infatti, stati registrati casi di martiri sotto gli imperatori Traiano, Adriano, Antonino Pio e Commodo. Particolarmente sanguinose furono le repressioni sotto l'imperatore Marco Aurelio. Tuttavia queste persecuzioni non sembrano essere state caratterizzate da quella sistematicità che si avrà nel secolo successivo, ma si trattò più di episodi singoli, spesso legati a situazioni locali. Spesso calunniati (misantropia, incesto, antropofagia erano alcune delle accuse più frequenti), i cristiani furono a volte utilizzati come capro espiatorio per eventi nefasti, accusati di aver infranto la pax deorum. In risposta a tali accuse iniziò una vasta produzione letteraria apologetica cristiana che tentò di “accreditare il cristianesimo come vero garante religioso dell'impero” al posto delle antiche tradizioni pagane.
La situazione si aggravò nel III secolo quando l'impero romano si trovò scosso da guerre intestine, invasioni barbariche e da una grave crisi economica. L'imperatore Decio trovò nei cristiani il capro espiatorio per le drammatiche circostanze e, nel 250, iniziò una sanguinosa repressione con l'obiettivo di riconvertire i cristiani agli antichi culti tradizionali. Tra le numerose vittime vi fu anche il vescovo di Roma Fabiano: imprigionato nel Carcere tulliano, il 20 gennaio del 250 si spense per la fame e gli stenti.

#### Il problema deilapsie lo scisma di Novaziano

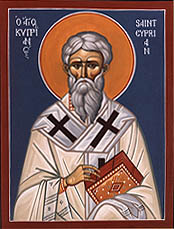
Icona raffigurante il vescovo di Cartagine Tascio Cecilio Cipriano

Con l'intensificarsi delle persecuzioni si accentuò il problema dei lapsi, ovvero quei cristiani che avevano rinnegato la fede per sottrarsi alle persecuzioni, ritornando a professare il paganesimo. Vi erano due diverse posizioni: quella più intransigente, perorata soprattutto dai vescovi nordafricani e asiatici, che chiedeva un nuovo battesimo affinché gli apostati fossero riammessi nella comunità; e una più indulgente, guidata dalla Chiesa di Roma, che pretendeva solamente una penitenza e l'espressione di un sincero desiderio di riabbracciare la fede cristiana. La spaccatura sulle due posizioni si inasprì con le accuse di tradimento rivolte al vescovo di Cartagine Tascio Cecilio Cipriano ritenuto colpevole di essere fuggito per sottrarsi alle persecuzioni di Decio. Alla fine un concilio decise che i lapsi sarebbero stati riammessi nella comunità dopo aver fatto penitenza, ma coloro che fossero stati in precedenza parte del clero non sarebbero stati riammessi alla condizione sacerdotale.
Del momento di sbandamento della comunità romana approfittò il presbitero Novaziano, sostenitore della linea più intransigente, che arrivò ad autoproclamarsi vescovo di Roma, dando vita ad un profondo scisma nel mondo cristiano che perdurò per secoli. Contestualmente si aprì il dibattito sulla validità del battesimo amministrato da vescovi seguaci di Novaziano, quindi eretici. Grazie all'energica posizione di Stefano I si stabilì che il battesimo non potesse dipendere dallo stato di grazia di chi lo amministrava, soluzione che incontrò il dissenso dei vescovi orientali e nordafricani. Era la prima volta che il vescovo di Roma invocava la sua superiorità in materia teologica in quanto successore dell'apostolo Pietro.

#### Le prime eresie: gnosticismo e montanismo

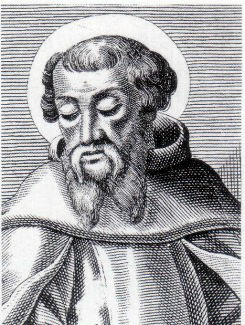
Ireneo di Lione in un'incisione

Nel II secolo l'universo cristiano si presentava assai variegato, con molte comunità sparse su un vasto territorio, ognuna delle quali indipendente dalle altre. Non è pertanto difficile pensare che al loro interno nascessero divergenze dottrinali. Uno dei casi più eclatanti fu la penetrazione nel cristianesimo dello gnosticismo, un movimento filosofico religioso già presente da tempo nel mondo ellenistico greco-romano, che dette vita a una corrente definibile come "gnosticismo cristiano", il cui centro di propagazione fu Alessandria d'Egitto. Deviazioni dalla dottrina maggioritaria furono offerte anche dai movimenti estatici di tipo profetici. Tra questi, il montanismo, che sorse in Frigia tra il 151 e il 171, come conseguenza delle profezie di Montano; i suoi seguaci arrivarono a mettere in discussione la struttura organizzativa su cui si stava formando la Chiesa del tempo.
Tutte queste deviazioni portarono alla necessità di definire una precisa linea dottrinale, l'ortodossia, in cui tutte le comunità dovevano riconoscersi, contrapposta al concetto di eresia. Tale processo, iniziato con il filosofo Giustino, arrivò a un primitivo compimento con il vescovo e teologo Ireneo di Lione e con la sua celebre opera Adversus Haereses. Il proliferare delle eresie fece ritenere necessaria l'istituzione per ogni comunità di un capo spirituale che organizzasse i fedeli e difendesse l'ortodossia, dando vita al lungo processo, che portò all'affermarsi della figura del vescovo.

#### Fine delle persecuzioni

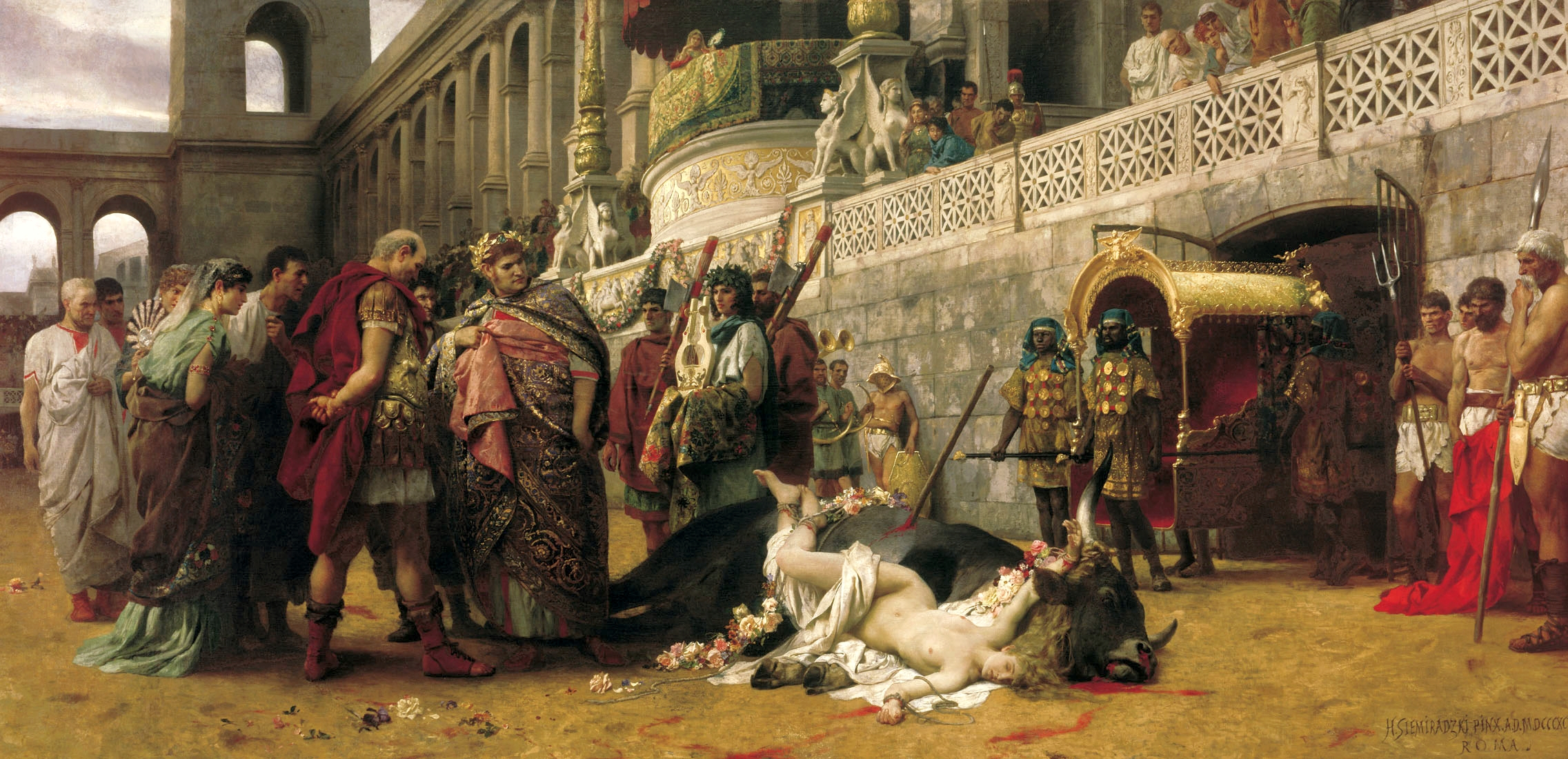
Una Dirce cristiana (olio su tela del pittore Henryk Siemiradzki, 1897, Varsavia, museo nazionale)

Sebbene la persecuzione di Decio si fosse attenuata intorno alla primavera del 252, i soprusi contro i cristiani continuarono anche con i suoi successori. Le cose cambiarono nel 260 quando il nuovo imperatore Gallieno emise un editto di tolleranza che diede un assetto legale alla Chiesa, inaugurando un periodo di pace tra pagani e cristiani che durò per circa quarant'anni. La pace terminò bruscamente nel 303 quando l'imperatore Diocleziano proclamò una violenta persecuzione, volta a eliminare del tutto il cristianesimo. Le comunità furono soggette all'esproprio delle proprietà, al sequestro dei testi e dei libri sacri, mentre i fedeli vennero condannati ai lavori forzati, alla tortura e, sempre più spesso, alla pena capitale. L'insuccesso della persecuzione spinse il successore di Diocleziano, Galerio, a concedere, poco prima di morire, un editto generale di tolleranza, che segnò la definitiva fine delle persecuzioni contro i cristiani "a condizione che non operino in alcun modo contro la costituzione dello stato".
Il periodo delle persecuzioni ebbe profonde conseguenze sul cristianesimo, una delle più evidenti fu il culto dei martiri, ovvero di coloro che avevano sacrificato la vita per la fede. Per essi si arrivò a una vera e propria venerazione, che giungeva quasi a invidiarne la sorte. Nacque una folta produzione letteraria in cui si descrivevano i processi e le esecuzioni di coloro che subirono il martirio. Fu abituale trasformare le loro tombe e abitazioni in luoghi di culto in cui radunarsi, spesso in clandestinità, per rendergli onore. Parallelamente si iniziò anche a traslare le reliquie dei martiri, tributandogli onori che arrivarono alla venerazione.

### IV secolo

#### Svolta costantiniana e concilio di Nicea

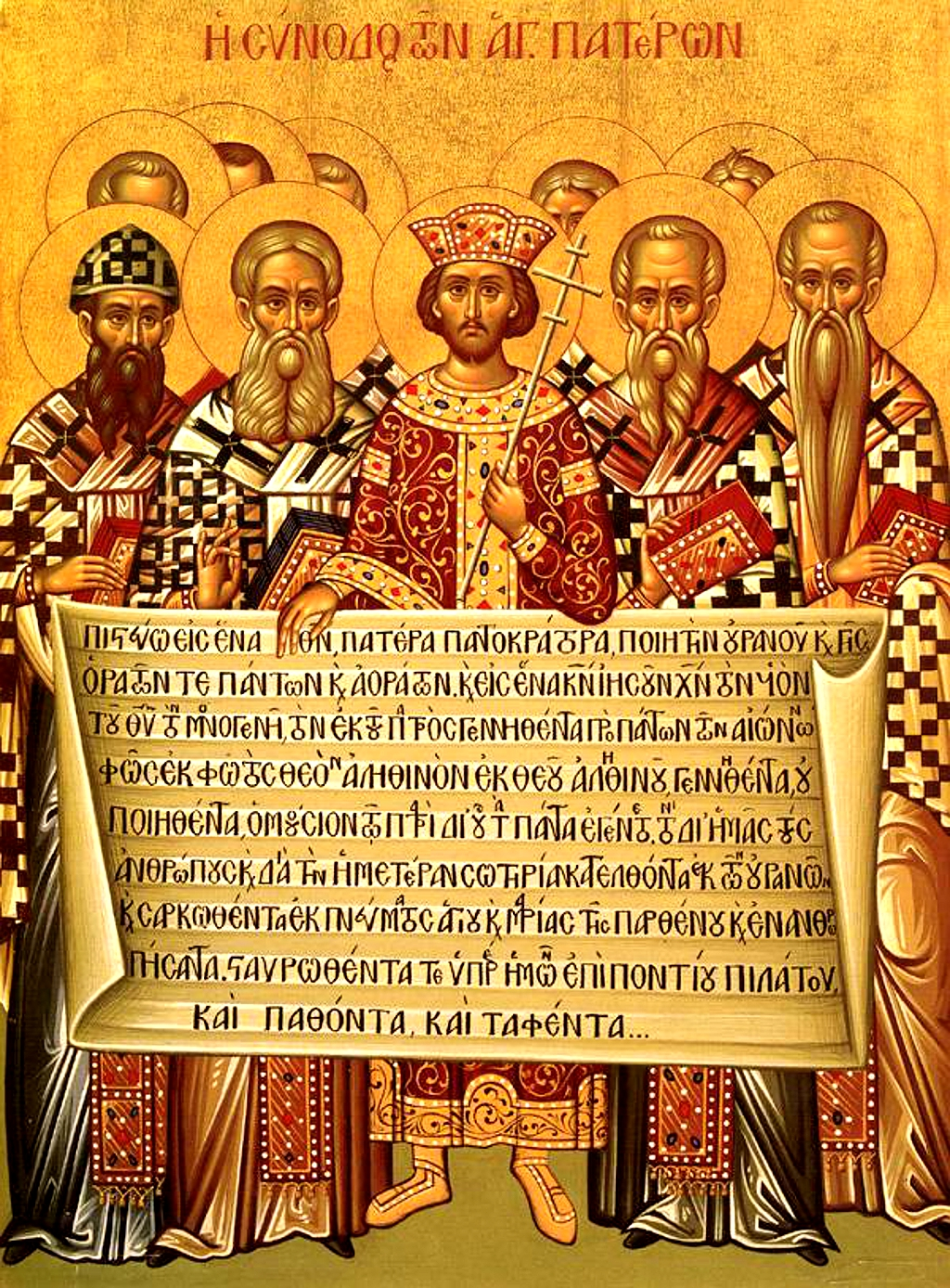
Icona raffigurante l'imperatore Costantino al centro con ai lati i vescovi del concilio di Nicea che sorreggono il testo del simbolo niceno-costantinopolitano del 381

Quando, nel 306, Costantino divenne imperatore la religione cristiana conobbe una legittimazione e un'affermazione impensabili solamente fino a pochi anni prima, ricevendo prima diritti e poi addirittura privilegi. Era consuetudine che ogni nuovo imperatore proponesse il culto di una nuova divinità, la scelta di Costantino a favore del Dio dei cristiani fu da lui spiegata a seguito di un sogno premonitore prima della sua grande vittoria nella battaglia di Ponte Milvio. Con l'Editto di Milano del 313, Costantino avviò una sempre più sistematica integrazione della Chiesa all'interno delle strutture politico-amministrative dello Stato. Una serie di editti successivi restituirono alla Chiesa cristiana le proprietà precedentemente confiscate, sovvenzionando le sue attività e sollevando il clero dai pubblici uffici.
Oltre a legittimare il cristianesimo, Costantino si propose come garante della sua unità, ritenendo che da essa discendesse anche l'unità del suo impero. Per questo, si trovò personalmente a dover affrontare la questione dell'arianesimo, una dottrina secondo la quale il Figlio di Dio, in quanto "generato", non poteva essere considerato Dio allo stesso modo del Padre; una posizione teologica in netto contrasto con l'ortodossia cristiana con gravi conseguenze teologiche. Nel tentativo di dirimere la controversia, l'imperatore convocò nel 325 un concilio a Nicea, con lo scopo di stabilire definitivamente il dogma della Trinità che si concluse con la condanna delle dottrine ariane; vi venne anche elaborata la prima organica stesura del credo cristiano con cui si affermava che Cristo fosse della stessa sostanza del Padre (Homoousion). Nonostante tale risultato, l'arianesimo non scomparve e, anzi, si diffuse velocemente in tutta la parte orientale dell'impero.

#### La società cristiana del dopo Costantino

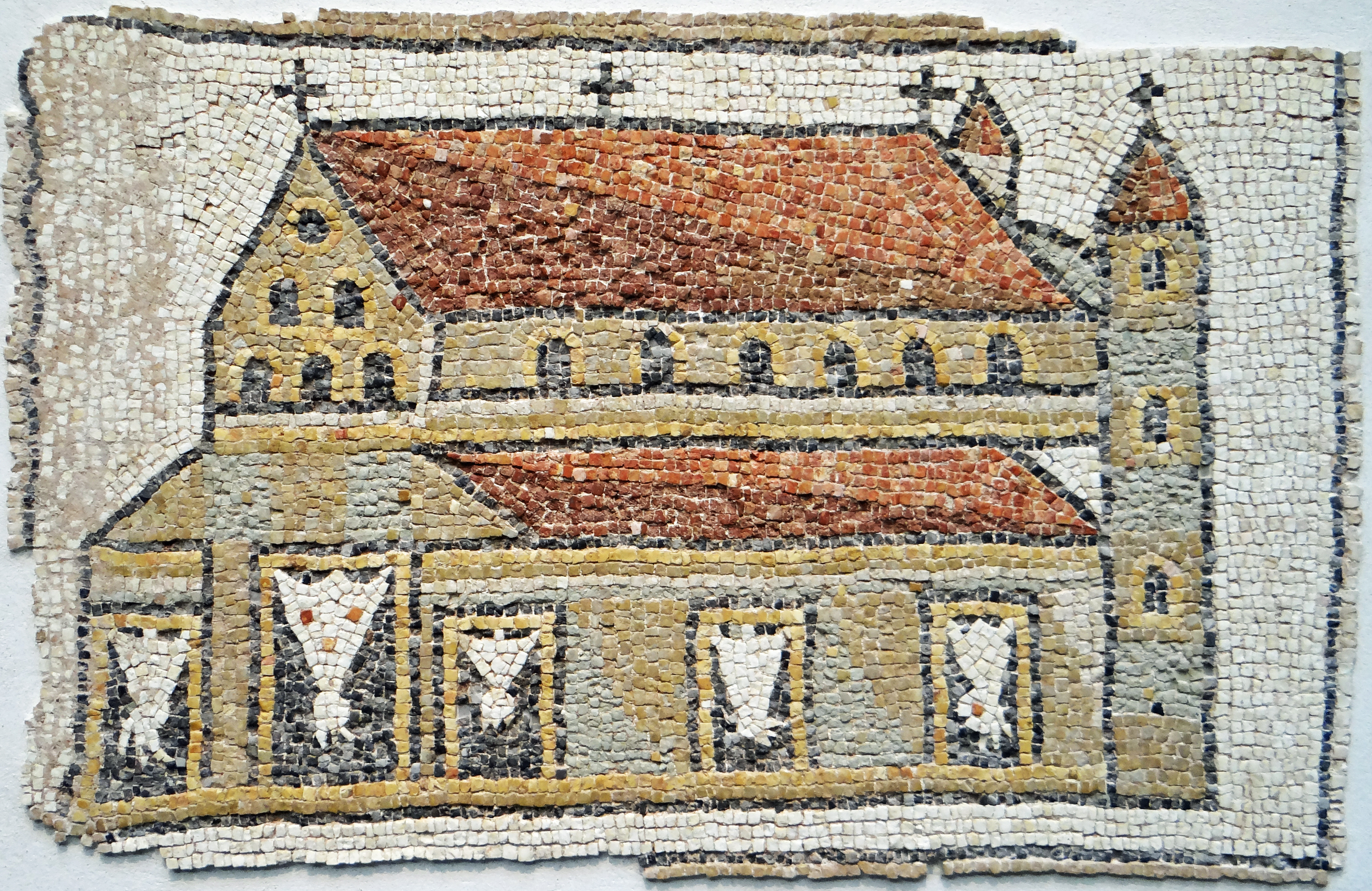
Un mosaico bizantino del V secolo che mostra una basilica

Sebbene la religione di stato romana fosse rimasta quella pagana, l'epoca costantiniana rappresentò una svolta senza precedenti per il cristianesimo con effetti che continuarono anche con i suoi successori. Una delle novità conseguenti all'ufficializzazione del cristianesimo furono i frequenti interventi degli imperatori negli affari della Chiesa, anche riguardanti la teologia. Tali ingerenze non furono sempre condivise dai vescovi, che in diverse occasioni sottolinearono la necessità di delimitare le sfere di competenza, un tema che poi proseguirà per secoli.
I cristiani, da minoranza sospetta e odiata, arrivarono a godere di una parità di trattamento all'interno della società. Grazie ai finanziamenti dell'impero, in quasi tutte le città sorsero chiese e, a partire dal 321 la domenica divenne ufficialmente il giorno di riposo e quello dedicato al culto. L'efficiente modello organizzativo andò a complementare quello imperiale; la base era la diocesi guidata da un vescovo, la cui reputazione andò a crescere. Nel corso del IV secolo, inoltre, andò ad accelerare il processo già in atto di rafforzamento del primato della sede vescovile di Roma sulle altre, seppur trovando resistenze da parte delle sedi orientali.

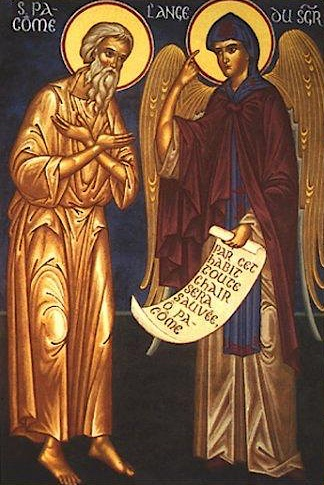
San Pacomio riceve la regola da un angelo. Pacomio è considerato il fondatore del cenobitismo e la sua regola monastica fu usata come modello per molte delle successive

Sottoposto al vescovo vi era il clero, diviso in superiore (presbiteri e diaconi) e inferiore (suddiaconi, accoliti, ostiari e lettori). La svolta costantiniana influenzò anche la liturgia che divenne più complessa e strutturata, con sostanziali differenze tra Oriente e Occidente. La festa più importante era la Pasqua, mentre il Natale iniziò ad essere festeggiato dalla metà del IV secolo.
Tra i riti, quello del battesimo rimaneva il principale, anche per la riaffermazione del peccato originale da parte di Sant'Agostino verso la fine del IV secolo. Ai peccatori era concesso di redimersi grazie alla penitenza che doveva essere pubblico e amministrato da un vescovo. La messa era divisa in due parti: la prima, pubblica, incentrata sulla lettura dei testi sacri; la seconda parte, riservata ai battezzati, focalizzata sull'eucaristia.
La necessità di accogliere un sempre maggior numero di fedeli non più in clandestinità, iniziarono ad essere edificati battisteri e le basiliche. Grandi edifici, spesso realizzati riconvertendo i vecchi santuari pagani, sorsero a Roma, in Palestina, ad Antiochia, a Betlemme, a Gerusalemme, a Treviri e a Costantinopoli.
Nel IV secolo prese forma il primitivo monachesimo cristiano. tramite due movimenti diversi: chi sceglieva di vivere in totale solitudine spesso ritirandosi nel deserto, gli anacoreti, di cui l'esponente più celebre fu sant'Antonio Abate, e i cenobiti che ebbero origine da Pacomio che intorno al 320 fondò una comunità in cui gli appartenenti seguivano una regola che prevedeva una vita in comune divisa tra preghiera e lavoro.

#### Tra affermazione e lotte

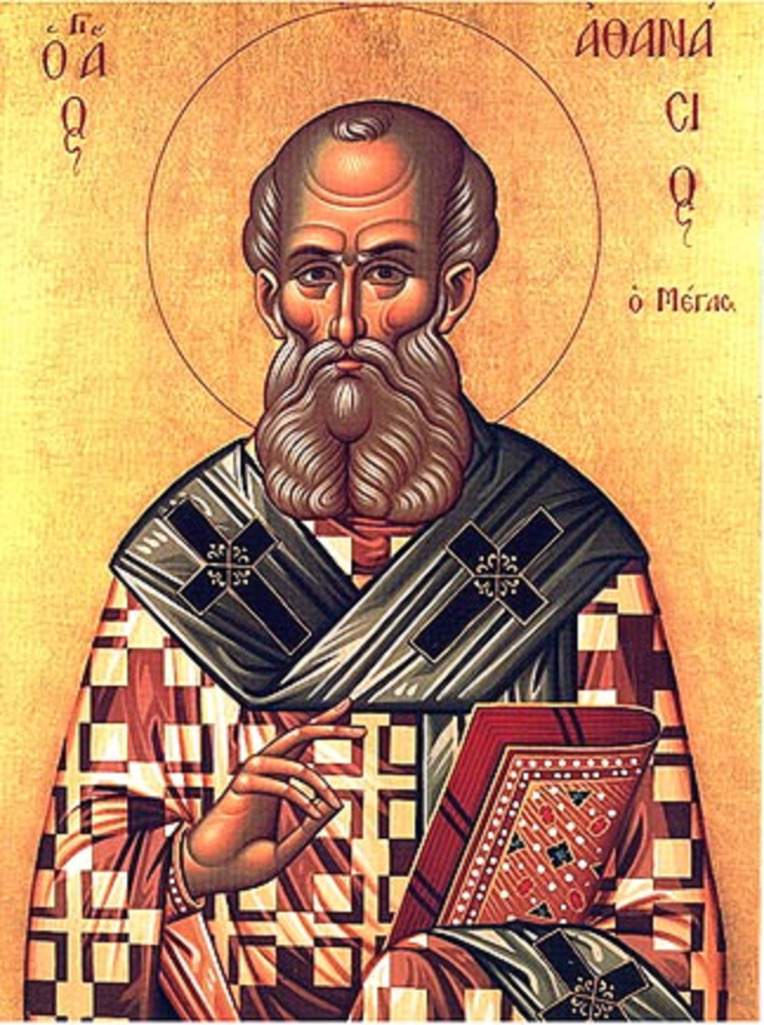
Icona raffigurante il vescovo Sant'Atanasio, uno dei più strenui difensori del credo niceno contro l'arianesimo

A seguito della morte dell'imperatore Costantino, avvenuta nel 337, l'impero venne diviso tra i suoi tre figli maggiori e ciò accentuò ancora di più la divisione della Chiesa, con l'Occidente e l'Egitto prevaletemene aderenti al Credo niceno, e l'oriente sempre più incline ad accogliere le tesi ariane. Un fallito tentativo di riavvicinamento si ebbe con il concilio di Sardica del 343. I decenni seguenti furono contraddistinti da gravi episodi di scontro tra le due confessioni; in Oriente, l'imperatore Costanzo II depose numerosi vescovi niceni per sostituirli con ariani a lui maggiormente graditi, spesso ricorrendo anche alle armi, mentre in Occidente il credo ariano non riuscì ad essere imposto solo per la tenace resistenza di alcuni vescovi come Eusebio di Vercelli, Lucifero di Cagliari, Dionisio di Milano e Ilario di Poitiers. Vittima delle turbolenze fu anche papa Liberio (352-366) che, a seguito del suo sostegno al vescovo Atanasio, venne condannato all'esilio e sostituito con l'antipapa Felice II; poté far ritorno a Roma solo nel 358, dopo aver parzialmente ceduto a seguito delle dure condizioni della cattività in Tracia. Nel 361 morì Costanzo e con il nuovo imperatore Flavio Claudio Giuliano gli scontri si spensero e molti vescovi di fede nicena poterono essere reintegrati nelle rispettive cattedre.
Il processo di cristianizzazione dell'impero del dopo Costantino fu un processo lento e talvolta discontinuo. Una battuta di arresto si ebbe con l'imperatore Flavio Claudio Giuliano che intraprese, pur senza successo, una politica di riforma e di restaurazione della religione romana classica. Non ci furono comunque persecuzioni, ma Giuliano si guadagnò il soprannome di "Apostata" dai cristiani, che lo considerarono comunque come un persecutore. Dopo il brevissimo regno di Gioviano, si ebbero nuovamente due imperatori, Valentiniano I e Valente, cristiani convinti, tuttavia di credo differente, con Valente ariano e Valentiniano fedele al Credo di Nicea. Fu in particolare il primo che intraprese una politica religiosa intransigente, con un aperto sostegno alla confessione ariana, bandendo nuovamente i vescovi niceni e imponendo quelli a lui fedeli. Nel frattempo, nel 366, a Roma si consumava un nuovo scisma, con due fazioni a sostenere due nuovi pretendenti al papato: da una parte i sostenitori del diacono Ursino, dall'altra quelli di Damaso, con quest'ultimo che prevalse dopo diversi spargimenti di sangue. Il pontificato di Damaso è tuttavia ricordato anche per la sua forte personalità, che gli permise di lottare contro le eresie e contro l'arianesimo, nonché di rafforzare il primato della sede di Roma. In quest'ottica, Damaso iniziò un'opera di “latinizzazione” del cristianesimo, culminata con l'affidamento a Sofronio Eusebio Girolamo della traduzione in latino della Bibbia, chiamata poi Vulgata.

### Verso la fine dell'antichità

#### Tra IV e V secolo
Tra la fine del IV e l'inizio del V secolo la teologia della Chiesa cristiana venne profondamente influenzata da eminenti personalità che, nel 1298 papa Bonifacio VIII, chiamerà “Dottori della Chiesa": Sant'Ambrogio e Sant'Agostino, oltre al già citato San Girolamo.
Nello stesso periodo, la religione cristiana vide con l'imperatore Teodosio la sua affermazione definitiva: probabilmente influenzato da Sant'Ambrogio, contrastò energicamente le varie dottrine cristologiche (in particolare, in quel periodo, erano diffuse l'arianesimo e il manicheismo) e, per portare a conclusione la cristianizzazione dell'Impero, nel 380 promulgò di concerto con gli altri due augusti (Graziano e Valentiniano II), l'editto di Tessalonica, con il quale il cristianesimo di credo niceno diveniva la religione unica e obbligatoria dell'impero. La nuova legge riconosceva esplicitamente il primato delle sedi episcopali di Roma e di Alessandria in materia di teologia.

#### I concili di Costantinopoli e Efeso I e II

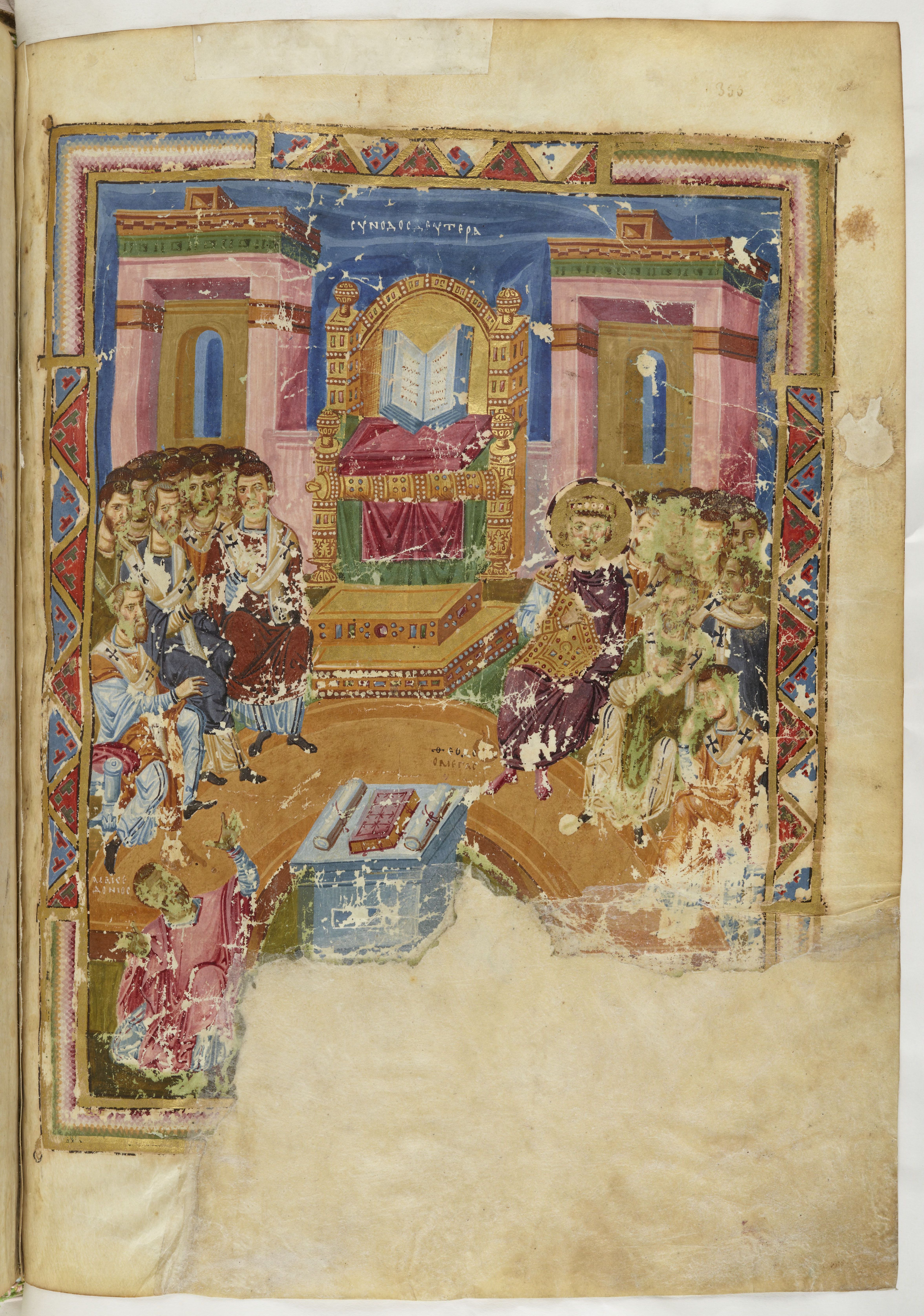
La più famosa rappresentazione del primo concilio di Costantinopoli, miniatura dalle Omelie di san Gregorio 880 circa

Per tentare di risolvere definitivamente la questione ariana, verso la fine del 380, l'imperatore Teodosio convocò il concilio di Costantinopoli I, considerato il secondo concilio ecumenico dopo quello di Nicea del 325. Nonostante la scarsa partecipazione, si riuscì a raggiungere un risultato: oltre alla ferma condanna di tutte le eresie, venne affermata la divinità dello Spirito Santo e ribadito, in una formulazione più precisa, il "simbolo niceno-costantinopolitano", un'estensione corretta del primo credo niceno del 325, ancora largamente in uso agli inizi del XXI secolo nella liturgia della Chiesa cattolica. Con questo si mise definitivamente allo scisma ariano, che andò a tramontare, sebbene sopravvivesse in Illiria e presso le popolazioni germaniche per alcuni secoli.
Negli anni 80 del IV secolo, la società cristiana si trovò ad affrontare anche l'eresia del priscillianesimo. Nata dalla predicazione del nobile spagnolo Priscilliano, in breve tempo riuscì a diffondere la sua critica verso la compromissione della Chiesa al potere temporale e l'arricchimento delle gerarchie ecclesiastica. Un processo tenutosi a Treviri nel 385 condannò Priscilliano e alcuni suoi discepoli alla decapitazione; fu la prima volta in cui un eretico veniva messo a morte per decisione di un tribunale religioso e che la sentenza veniva eseguita dalle autorità secolari. Tale epilogo, tuttavia, trovò anche critiche da parte di alcune importanti personalità della Chiesa, tra cui il vescovo di Milano sant'Ambrogio e papa Siricio. La violenta soppressione del priscillianesimo non aveva messo fine alle dispute teologiche e dottrinali: il vescovo di Roma Anastasio I si trovò a intervenire nella controversia origenista, mentre, il 22 febbraio 407 l'imperatore d'occidente Onorio dovette promulgare un drastico editto di condanna contro i manichei e i montanisti.

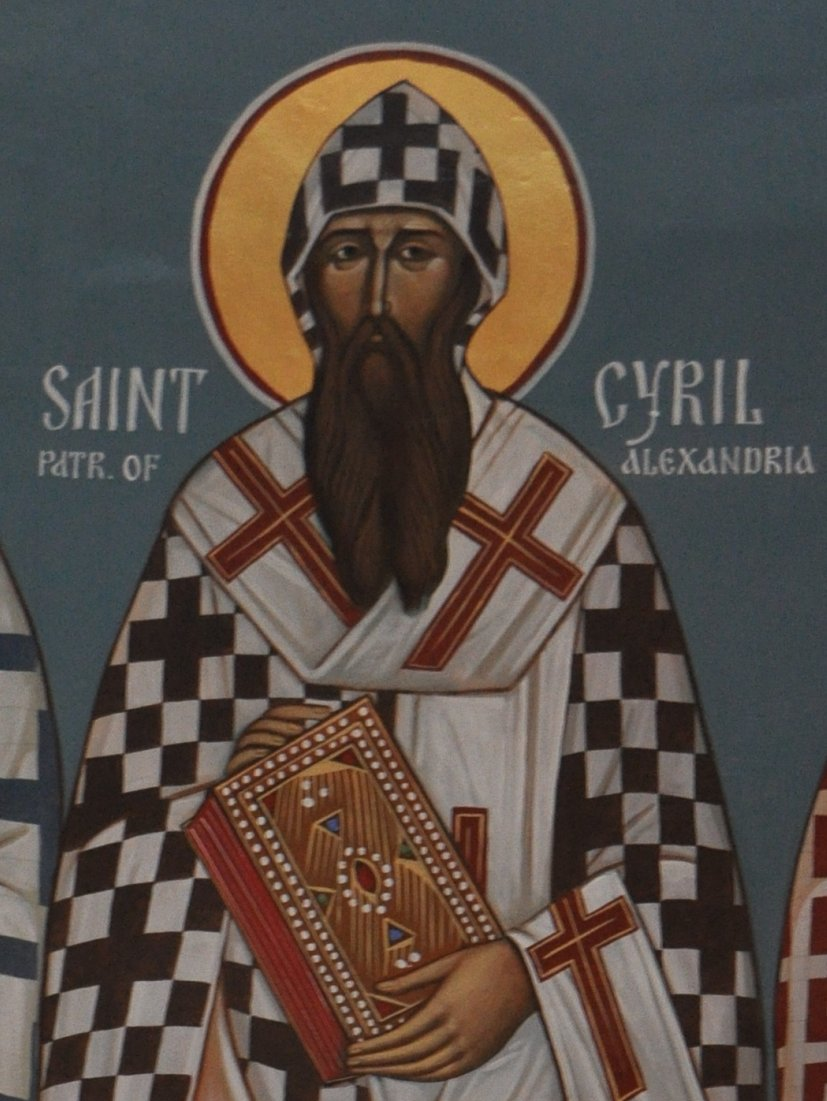
Il vescovo Cirillo d'Alessandria

Nel 429, a seguito di alcune prese di posizione del vescovo Atanasio di Alessandria, si impose il problema di quale fosse il termine preciso da attribuire alla Vergine Maria: se madre di Dio (Theotókos) o madre di Cristo (Christotókos). Secondo le conclusioni di Nicea la Chiesa asseriva consustanzialità, cioè la stessa natura, di Cristo e di Dio; tuttavia l'arcivescovo di Costantinopoli Nestorio, preoccupato di possibili ambiguità, propose che Maria fosse solo madre dell'uomo e non del Dio. Il vescovo di Alessandria Cirillo informò il papa di ciò, contestando tali conclusioni. Nestorio, dal canto suo sapeva di avere l'appoggio dell'imperatore Teodosio II e dei teologi Andrea di Samosata e Teodoreto di Cirro. Fu proprio l'imperatore che dovette intervenire personalmente convocando un concilio a Efeso nel giugno 431. Cirillo riuscì a far deporre Nestorio, che, dal canto suo, aveva rifiutato di presentarsi. I sostenitori di Nestorio dettero però vita, sempre ad Efeso, ad un concilio parallelo in cui, a loro volta, deposero Cirillo e i suoi sostenitori. Giunti così ad una situazione di stallo, l'imperatore si risolse a sciogliere il concilio senza una posizione condivisa. Tuttavia, nel 433, i due schieramenti arrivarono a un compromesso con la stesura della cosiddetta "formula d'unione". Nel 435 Nestorio venne comunque esiliato ma questo non impedì ai suoi seguaci di continuare a predicare dando vita alla Chiesa nestoriana.
La pace raggiunta venne rotta tra il 447 e il 448 del monaco Eutiche, sostenitore di Cirillo e antinestoriano, la cui predicazione asseriva che la divinità di Cristo fosse talmente preponderante da assorbire la natura umana, una dottrina conosciuta come monofisismo. Un sinodo convocato il 22 novembre 448 a Costantinopoli condannò Eutiche, che tuttavia godeva dell'appoggio del nuovo patriarca alessandrino, Dioscoro I di Alessandria. Il secondo concilio di Efeso del 449, convocato nel tentativo di risolvere la questione, venne contraddistinto da violenze e intimidazioni da parte dei sostenitori di Eutiche e Dioscoro che arrivarono ad impedire perfino la lettura dello sgradito trattato cristologico Tomus ad Flavianum inviato da papa Leone Magno. Tale contesto farà sì che il concilio, che non sarà riconosciuto tra quelli ufficiali, passasse alla storia come il "brigantaggio di Efeso".

#### Il concilio di Calcedonia

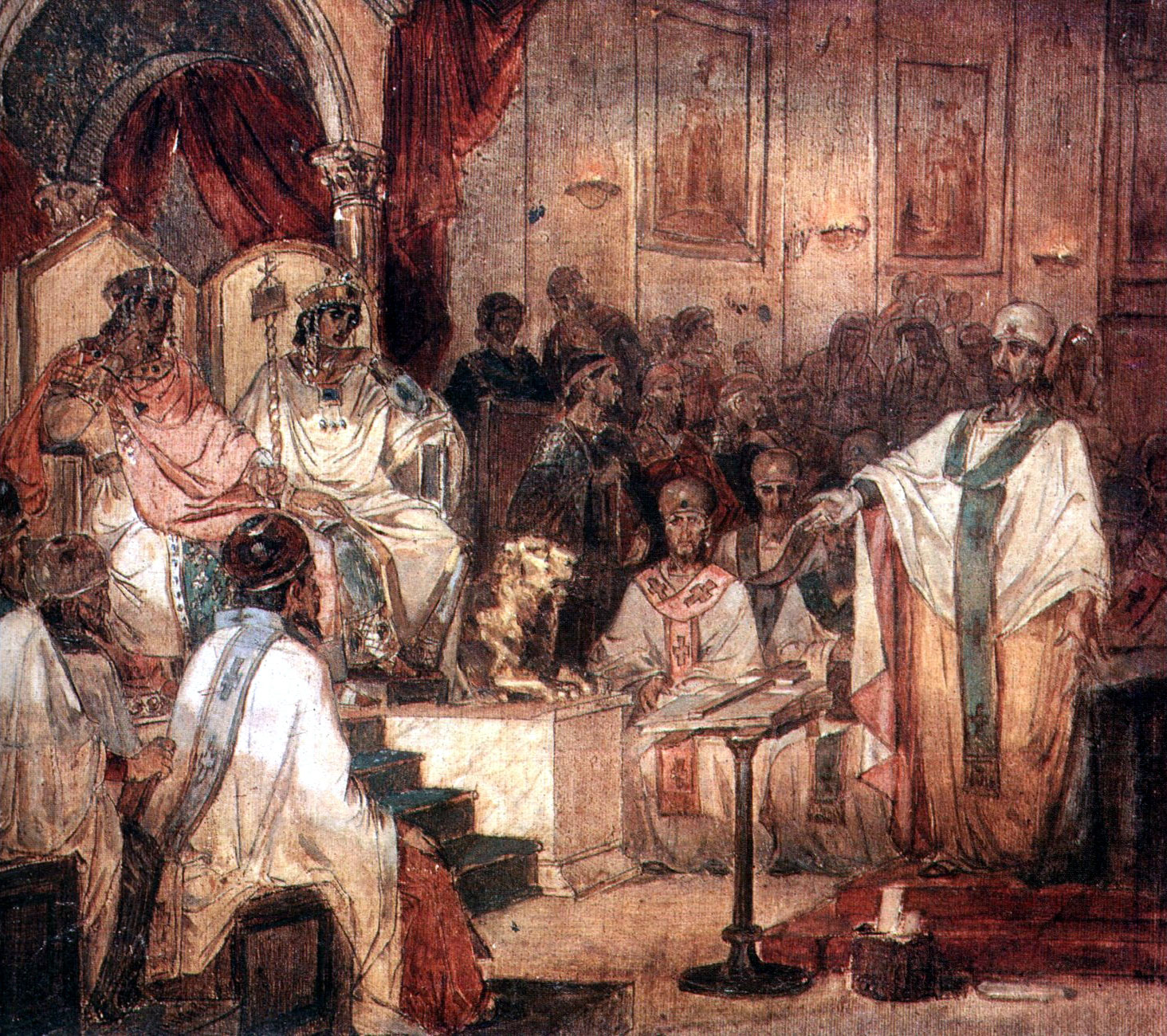
Vasilij Ivanovič Surikov, Quarto Concilio Ecumenico di Calcedonia, olio su tela, 1876.

Il vantaggio dei sostenitori della dottrina monofisita cessò nel 450 quando a Teodosio II succedette l'imperatrice Pulcheria con il consorte Marciano. Fedeli all'ortodossia del primo concilio di Efeso, i due imperatori riallacciarono i rapporti con Roma, esiliarono Eutiche e convocarono per il maggio del 451 un concilio ecumenico con l'obiettivo di ripristinare la pace religiosa. Al concilio di Calcedonia presero parte circa 500 vescovi provenienti quasi interamente dall'oriente, la delegazione occidentale fu particolarmente esigua. Nelle conclusioni finali venne citato il simbolo niceno-costantinopolitano come "credo" ortodosso, respinte come errori le dottrine nestoriane e del monofisismo, e affermata la natura di Cristo consustanziale al padre e con due nature, divina e umana, unite senza separazione o confusione (Diofisismo). Venne, inoltre, raffermata al definizione di "Madre di Dio" (Theotókos) per Maria.
Calcedonia stabilì una struttura gerarchica della Chiesa, riconoscendo i cinque grandi patriarcati (Pentarchia): Roma, Costantinopoli, Alessandria, Gerusalemme e Antiochia. A Costantinopoli venivano attribuiti gli stessi titoli e privilegi di Roma, ma restava formalmente inferiore ad essa in campo teologico. Le conclusioni calcedonesi non furono, tuttavia, accettate da tutte le Chiese cristiane dell'epoca. La Chiesa egiziana, seguita da quella etiope, rimase legata al monofisismo con una seguente spaccatura che darà origine alla Chiesa copta. Altre chiese orientali, in particolare quella di Siria, non riconobbero i canoni di Calcedonia e daranno origine alle "Chiese precalcedonesi", fedeli alle dottrine dei precedenti concili ecumenici. Anche tra la Chiesa di Roma e quella di Costantinopoli vi fu un progressivo allontanamento, non tanto per questioni teologiche, ma soprattutto a causa del contesto storico conseguente alle invasioni dei popoli germanici a occidente.

#### Papa Leone Magno e la caduta dell'Impero romano d'Occidente

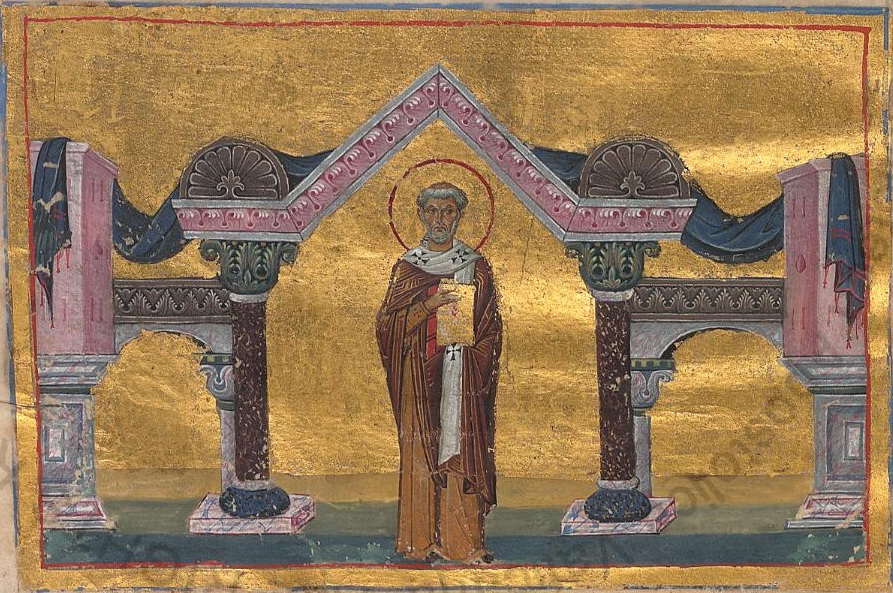
Papa Leone I

Il vescovo di Roma papa Leone I, detto Magno, venne eletto il 29 settembre 440 e il suo pontificato è ricordato per essere stato il più importante del primo cristianesimo, nonostante l'impero romano d'occidente si stesse disgregando a seguito delle invasioni barbariche. Strenuo difensore del primato del vescovo di Roma, grazie a un'intensa attività diplomatica, impose la sua giurisdizione sugli altri vescovi in Occidente, mentre i rapporti con l'Oriente si facevano sempre più radi. Leone si trovò anche a doversi opporre al tentativo di costituzione di un patriarcato della Gallia, promosso dal vescovo Ilario di Arles, con cui tuttavia arrivò a una pacificazione. Gli storici hanno sottolineato come Leone Magno abbia "conferito al papato la sua forma definitiva nel mondo classico ponendo basi per le sue successive rivendicazioni dei suoi diritti.".
I successori di Leone, morto nel 461, si trovarono a dover gestire le popolazioni germaniche di fede cristiana, ma di confessione ariana, che oramai si erano definitivamente stanziate nell'Impero d'occidente sostituendone progressivamente le istituzioni. Papa Ilario arrivò a concedere al capo dei goti Ricimero di insediare una comunità ariana a Roma con il proprio luogo di culto, successivamente conosciuto come chiesa di Sant'Agata dei Goti. Quando, nel 476, Odoacre depose l'imperatore d'Occidente Romolo Augusto, evento che tradizionalmente sancisce la caduta dell'Impero romano d'Occidente e l'inizio del medioevo, il mondo ecclesiastico non fu particolarmente colpito: seppur in comunione tra di loro, la chiesa di Roma e quella orientale erano oramai di fatto indirizzate su due strade diverse.

## Età medievale

### Il cristianesimo nei primi secoli del Medioevo

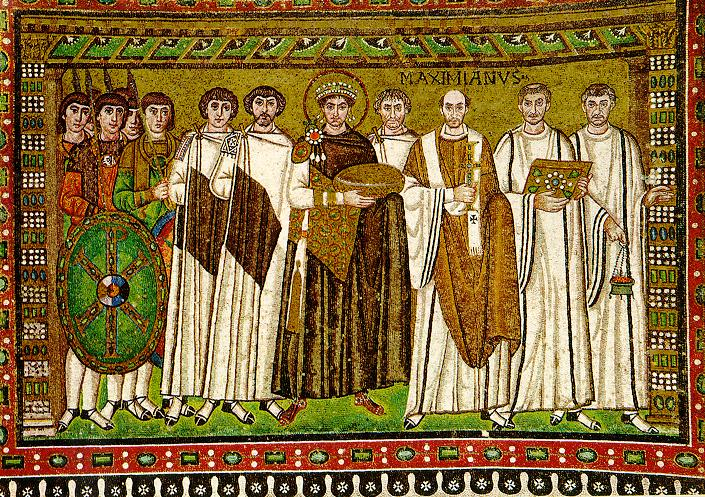
L'imperatore Giustiniano I con il suo seguito, Ravenna, Basilica di San Vitale. Giustiniano intervenne personalmente nelle controversie cristologiche.

Dopo la deposizione di Romolo Augusto del 476 in occidente andarono a instaurarsi regni romano-germanici guidati da popolazioni germaniche che in gran parte si erano già convertite al cristianesimo da diversi decenni, sebbene nella forma dell'arianesimo, a seguito della predicazione di Ulfila. In Italia la popolazione originaria cattolica dovette convivere, talvolta in modo conflittuale, prima con i Goti di Odoacre e poi con gli Ostrogoti di Teodorico il Grande, entrambi ariani, che mantennero tale confessione come elemento distintivo del proprio popolo; ci si trovò quindi con due Chiese, ognuna con i propri edifici di culto e i propri vescovi. Diversa era la situazione nel nord della Gallia, dove la popolazione dei Franchi, ancora pagana, si convertì al cristianesimo cattolico sotto l'influenza di San Remigio, vescovo di Reims, che battezzò il loro re Clodoveo nel 486 o 506.
In Oriente, nonostante la netta posizione assunta dal concilio di Calcedonia del 451, le dispute sulla natura di Cristo non cessarono. Nel 482 l'imperatore bizantino Zenone promulgò, dietro suggerimento del patriarca di Costantinopoli Acacio, l'Henotikon ("strumento di unione"). Ciò suscitò una dura reazione da parte di papa Felice III, che lo scomunicò, dando vita ad uno scisma tra le due Chiese, per la cui composizione dovettero passare trentaquattro anni, dal 484 al 519, contribuendo ad aumentare ancora le distanze tra la Chiesa di Roma e quella di Costantinopoli. Il conflitto con l'Oriente ebbe ripercussioni anche all'interno del cristianesimo occidentale, dove i violenti conflitti tra le fazioni a favore o contrarie all'Impero bizantino divisero la Chiesa.
L'unità dell'impero venne momentaneamente ripristinata dall'imperatore Giustiniano I, che conquistò parte dell'Occidente dopo una lunga guerra che insanguinò l'Italia, causando una profonda crisi nella cristianità occidentale. Giustiniano si occupò anche di politica religiosa, convocando il Concilio di Costantinopoli II con l'obiettivo di raggiungere una posizione comune riguardo al monofisismo; tra le varie conclusioni vennero condannati tre scritti appartenenti a tre teologi del secolo precedente, Teodoro di Mopsuestia, Teodoreto di Cirro e Iba di Edessa, perché giudicati di tendenza nestoriana. Ciò scatenò la disapprovazione di molti vescovi dell'Italia settentrionale, della Gallia e dell'Illiria, che si dichiararono non più in comunione con gli altri vescovi che avevano accettato la decisione imperiale. Lo "scisma tricapitolino" durerà quasi un secolo e mezzo, fino a circa il 689.

#### Il pontificato di papa Gregorio Magno e l'evangelizzazione in Europa

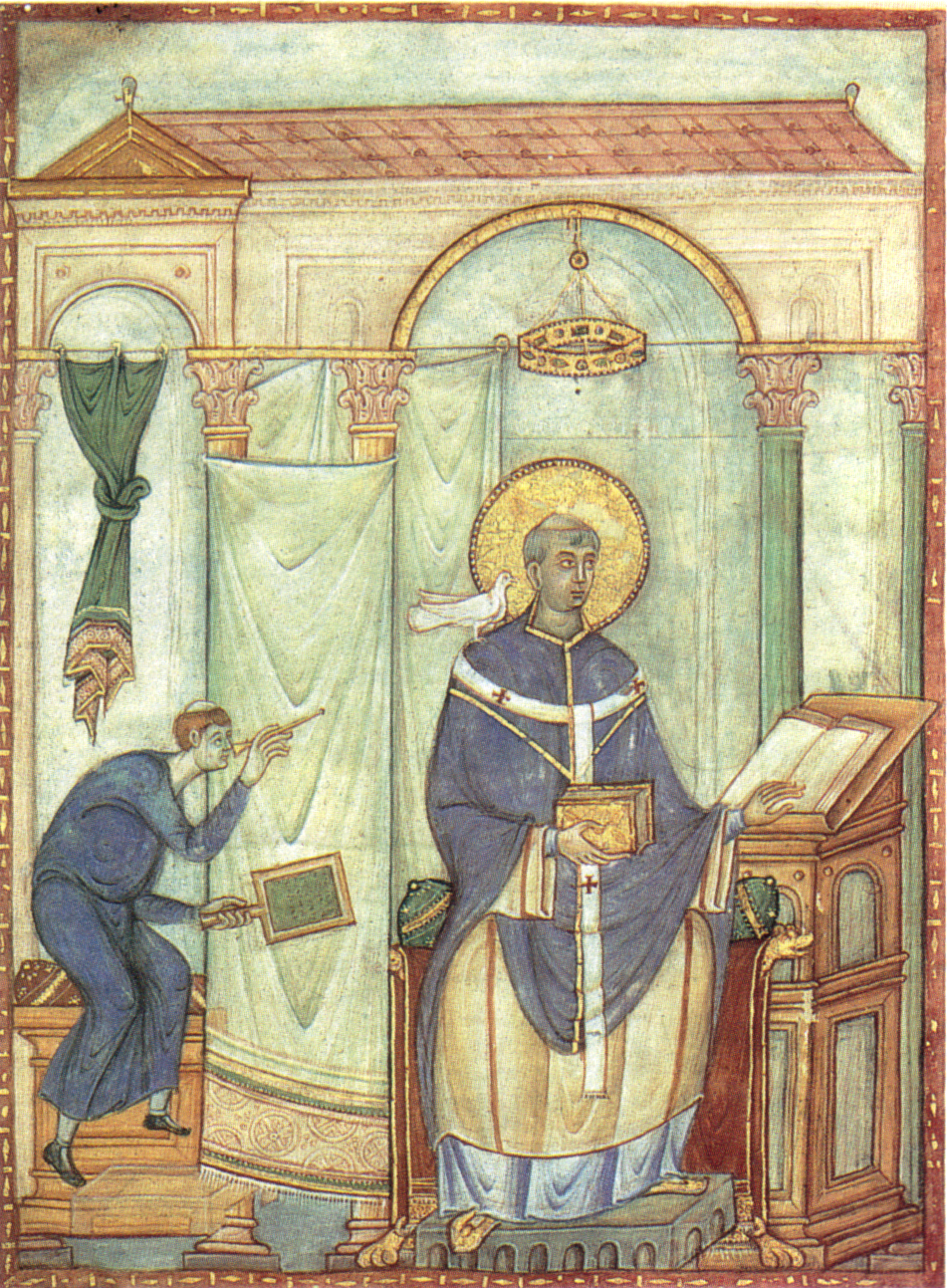
Gregorio Magno in cattedra. Miniatura del Registrum Gregorii

La restaurazione dell'Impero d'Occidente voluta da Giustiniano ebbe vita breve: nel 568 i Longobardi, guidati da Alboino, invasero gran parte dell'Italia, piegando la debole resistenza bizantina. I saccheggi perpetrati dagli invasori provocarono la rovina di molte chiese e monasteri, mentre l'organizzazione diocesana fu sconvolta dalla fuga di molti vescovi; l'elezione nel 590 dell’energico papa Gregorio Magno fu provvidenziale perché vi fosse qualcuno in grado di riordinare la struttura ecclesiastica e, nel contempo, mediare tra Longobardi e Impero. Durante il suo pontificato, Gregorio mantenne intese relazioni diplomatiche con i principali regni cristiani e, approfittando della fede cattolica della regina longobarda Teodolinda, vicina peraltro ai "tre capitoli", intavolò con lei un dialogo che gli permise di mantenere la pace nella penisola italiana. Verso la seconda metà del VII secolo i Longobardi si convertirono completamente al cattolicesimo.
Fin dalla fine del V secolo era iniziato un lungo processo di evangelizzazione dei popoli pagani e ariani o semi-ariani di origine germanica stanziati nel centro e nord Europa. Secondo la tradizione, la Chiesa irlandese venne fondata da san Patrizio nel V secolo e fin da subito il cristianesimo celtico assunse caratteristiche particolari, sviluppatesi attorno ai monasteri. Dai monasteri irlandesi partirono monaci sacerdoti che fondarono abbazie e cappelle in tutta Europa; tra i più celebri vi furono l'abate Colombano di Bobbio, fondatore delle abbazie di Luxeuil, San Gallo e di Bobbio, Disibodo d'Irlanda e Fridolino di Säckingen.
L'espansione del cristianesimo in Europa continuò fino all'VIII secolo. L'opera di evangelizzazione della Britannia venne completata nel VII secolo, grazie alla missione di Agostino di Canterbury, inviato da papa Gregorio Magno, che convertì il re del Kent Etelberto (597) e fondò la diocesi di Canterbury. Nel sud della Germania, gli Alemanni subirono l'influsso dell'attività missionaria di San Colombano e di San Gallo, mentre i Bavari furono cristianizzati completamente verso la fine dell'VIII secolo. La lunga e sanguinosa guerra tra Franchi e Sassoni portò al definitivo assoggettamento dei primi e alla loro forzata cristianizzazione.

### Le Chiese orientali nell'Alto Medioevo

#### Crisi iconoclasta e scisma foziano

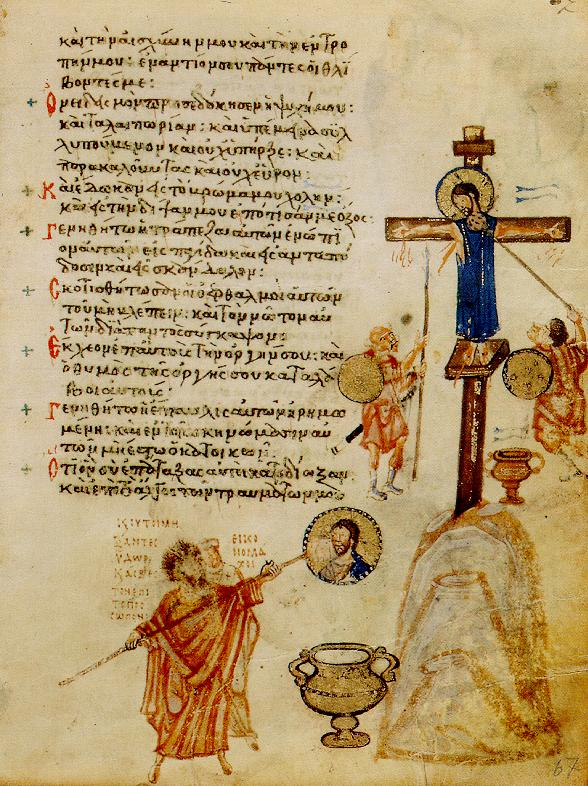
Raffigurazioni di Gesù distrutte dagli iconoclasti, miniatura del Salterio Chludov, IX secolo

Nel corso del VII secolo in Oriente ebbe inizio un movimento, detto iconoclastia, di rifiuto del culto delle immagini religiose allora molto in voga. Le prime misure vennero prese nel 725 dall'imperatore Leone III Isaurico che sostituì il patriarca di Costantinopoli Germano I con l'iconoclasta Anastasio, qualche anno più tardi venne formalmente vietato rappresentare la divinità in modo figurato e non simbolico. Ma fu con il nuovo imperatore, Costantino V, che la dottrina iconoclasta diventò dottrina ufficiale dell'impero, e si iniziò una sistematica distruzione delle icone, ufficializzata nel concilio di Hieria del 754. I maggiori oppositori di questa politica (gli iconoduli, favorevoli al culto delle immagini) furono i monaci. Con l'imperatrice Irene si ebbe una reazione opposta: convocato nel 786 il concilio di Nicea II, il culto delle immagini poté essere ripristinato. L'iconoclastia tornò nell'815 con Leone V l'Armeno, seppur con posizioni meno dure, per poi cessare del tutto nell'845, quando la reggente Teodora, vedova dell'imperatore Teofilo, ristabilì definitivamente il culto delle immagini.
Nel IX secolo si consumò una nuova crisi fra Occidente e Oriente. Quando l'imperatore Michele III depose il patriarca di Costantinopoli Ignazio I e al suo posto nominò Fozio, papa Niccolò I si sentì legittimato a intervenire in forza del suo primato, intimando all'imperatore di reintegrare Ignazio sulla cattedra costantinopolitana. Fozio rispose convocando nell'867 un sinodo, con cui scomunicò il papa, dichiarandolo deposto, sancendo così uno scisma tra le due Chiese; questo durò per circa due anni. Fu ricomposto nell'869 a seguito di un nuovo sinodo. Nonostante ciò, i rapporti tra Roma e Costantinopoli erano oramai definitivamente compromessi.

#### La conversione degli Slavi e della Rus' di Kiev

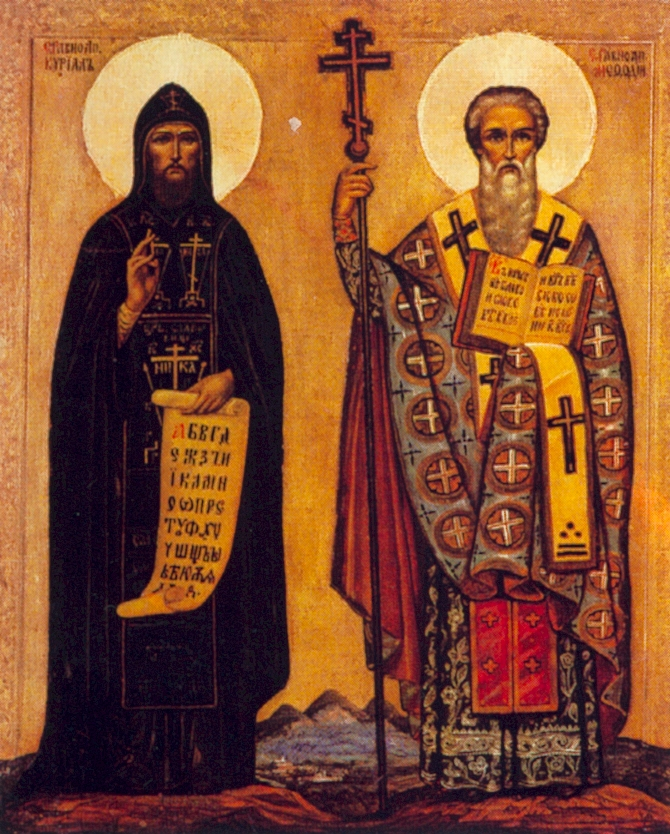
Cirillo e Metodio

Nell'862 Rastislav, principe della Grande Moravia, chiese ai Bizantini di inviargli alcuni missionari per formare una chiesa locale. Il patriarca Fozio di Costantinopoli gli inviò due fratelli: Cirillo e Metodio, ottimi conoscenti del mondo slavo. Fu durante tale missione che Cirillo mise a punto il primo alfabeto slavo, il glagolitico, da cui derivò in seguito il cirillico. Inizialmente la loro predicazione ebbe successo, ma allo loro morte i loro successori furono cacciati dalla Grande Moravia. Nell'866, il khan bulgaro Boris I (852-889) venne battezzato, e con lui tutto il suo popolo. La Bulgaria esitò a schierarsi con Roma o con Costantinopoli, ma alla fine, accettò usi, costumi e tradizioni liturgiche di Bisanzio. La stessa sorte toccò ad altre tribù slave, stanziatesi nell'attuale Serbia. Così nei Balcani venne a crearsi una nuova frontiera, che divise mondo cristiano orientale e occidentale.
Nel corso del X secolo il re di Polonia Mieszko I, quello di Ungheria Vajk e Borivoj I di Boemia si convertirono al cristianesimo insieme ai loro rispettivi popoli, oscillando fra l'influenza occidentale e quella di Costantinopoli.
Un altro avvenimento capitale è la conversione al cristianesimo della Rus' di Kiev. La principessa Ol'ga, moglie di Igor' di Kiev, si era già convertita intorno alla metà del X secolo. Nel 989 suo nipote, il principe Vladimiro I di Kiev, preoccupato di rendere più solido il suo potere, negoziò con i Bizantini il suo battesimo e quello dei suoi popoli.

### La Chiesa d'Occidente dall'epoca carolingia alla fine dell'Alto Medioevo

#### Rinascita carolingia

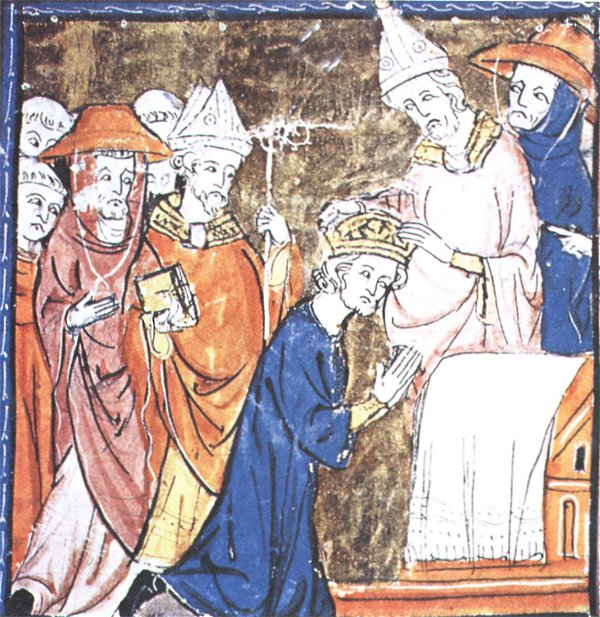
Carlo Magno incoronato imperatore da papa Leone III.

A metà dell'VIII secolo, il papa, con l'obiettivo di trovare un difensore dalla costante minaccia dei Longobardi ed emanciparsi definitivamente da Costantinopoli, iniziò a intessere relazione con i carolingi, relazioni che si riveleranno vantaggiose per le due parti e cariche di conseguenze per la storia dell'Occidente europeo. Su richiesta di Pipino il Breve, papa Zaccaria con una lettera gli conferì il suo supporto morale affinché eliminasse la dinastia dei merovingi e si facesse consacrare re dei Franchi. L'alleanza con la nuova dinastia dei Franchi si fece ancora più marcata con il figlio di Pipino, Carlo Magno, che sancì definitivamente i limiti del territorio di quello che sarà lo Stato Pontificio, e soprattutto estese la liturgia romana su tutti i territori del suo nuovo impero e sugli stati satelliti. Durante il suo regno, Carlo, forte del suo ruolo di difensore della cristianità, promosse una serie di riforme della Chiesa che si inserì in un più ampio movimento di rinascita sociale e culturale. Con la collaborazione dell'Accademia Palatina, vennero fissati i testi sacri e uniformata la liturgia. Sotto la direzione del teologo Alcuino di York vennero redatti i testi, preparati i programmi scolastici e impartite le lezioni per tutti i chierici.
Complice la debolezza dei papi del tempo, Carlo Magno ebbe modo di intervenire personalmente nelle questioni interne della Chiesa, sia politiche sia teologiche. Nel 799 il re franco convocò e presiedette ad Aquisgrana un concilio in cui Alcuino confutò le tesi del vescovo Felice di Urgell, il promotore dell'eresia adozionista, mentre nell'800 si recò a Roma per difendere papa Leone III da alcune accuse. Nel corso della messa di Natale dello stesso anno, Leone III incoronò Carlo imperatore, titolo mai più usato in Occidente dopo la destituzione di Romolo Augusto nel 476. Questa mossa contribuì ad allontanare ancora di più l'Occidente dall'Oriente e gettò le basi per quello che poi sarà conosciuto come Sacro Romano Impero.

#### Ilsaeculum obscurume le riforme monastiche dei secoli X e XI

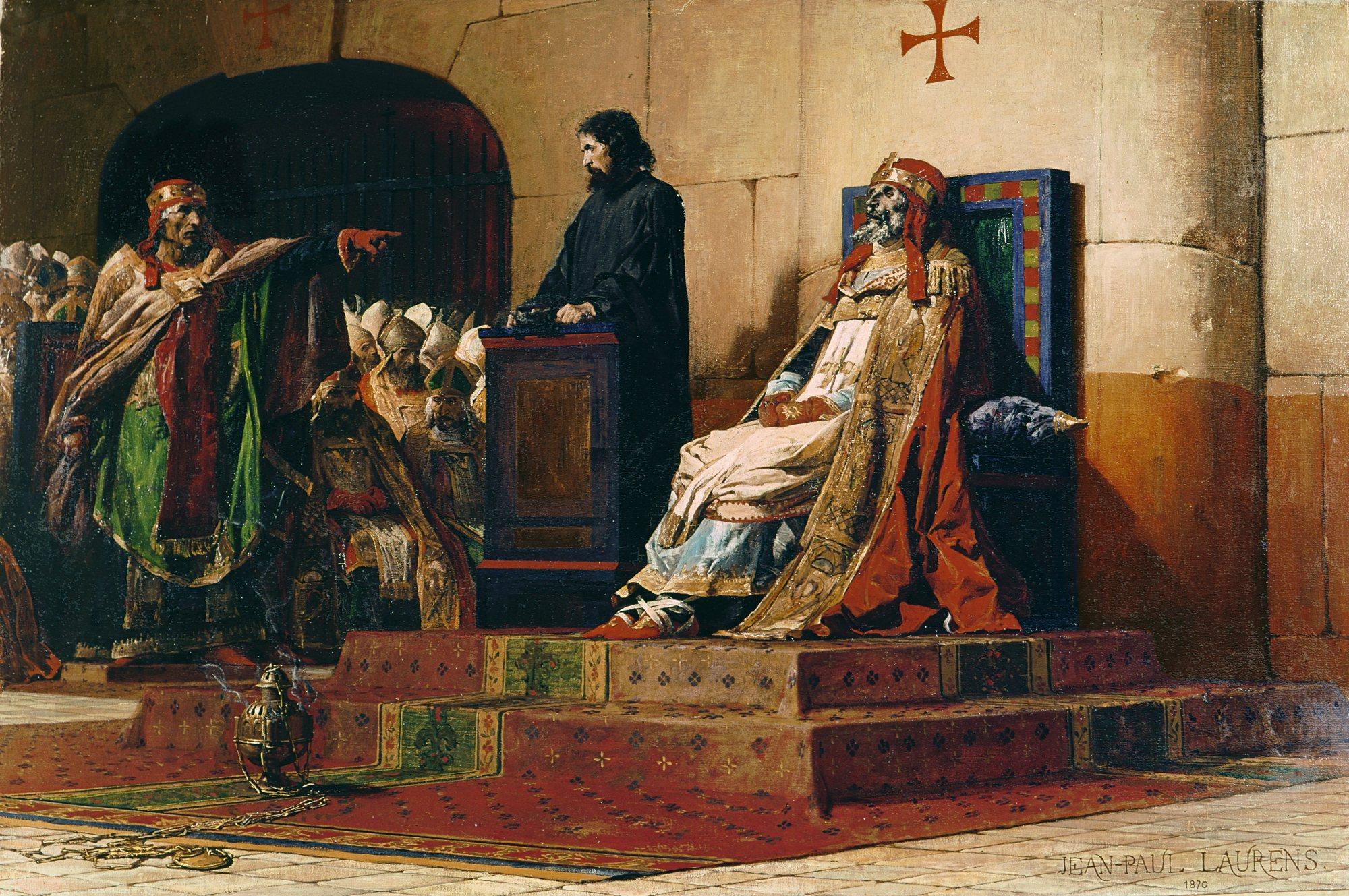
Il "sinodo del cadavere" uno degli episodi più tipici del Saeculum obscurum in cui si arrivò a processare post mortem Papa Formoso su decisione del successore Stefano VI

Nell'824, Lotario I, emanò la Constitutio romana con cui si stabiliva, tra l'altro, che l'elezione del pontefice spettasse esclusivamente all'aristocrazia romana e all'alto clero. Il papato fu trattato alla stregua di una carica contesa tra le nobili famiglie di Roma che combattevano tra di loro per il potere. La crisi fu tale che il X secolo è conosciuto anche come il saeculum obscurum del papato. Ma la crisi della cristianità non riguardava solo Roma: l'insieme del mondo religioso occidentale viveva un periodo di forte difficoltà. La simonia (la compravendita di cariche ecclesiastiche) e il nicolaismo (concubinaggio del clero) erano consuetudini che minavano tutta la cristianità occidentale del X secolo.
Una risposta alla crisi morale che stava attraversando la Chiesa occidentale venne da alcuni monasteri della Lotaringia. L'esperienza più significativa venne dall'Abbazia di Cluny dove, grazie a un atto fondativo che le garantiva un'inedita autonomia e a grandi personalità che servirono come abati, si dette vita ad una vera e propria "riforma cluniacense" che si espanse velocemente coinvolgendo moltissimi altri monasteri di tutta Europa. Tuttavia, ci vorranno decenni perché gli ideali riformistici possano arrivare fino a Roma e a coinvolgere tutta la cristianità occidentale.

### XI secolo: riforma, lotte, grande scisma e crociate

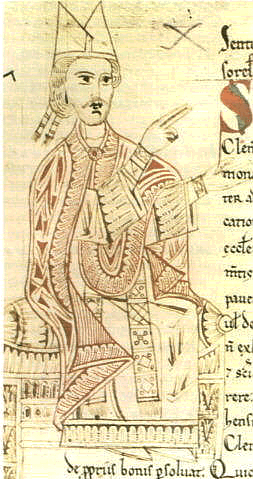
Miniatura dell'XI secolo raffigurante papa Gregorio VII

In Occidente, sulla scia delle riforme monastiche, si sentì la necessità di una riforma completa della Chiesa basata sui valori morali. L'avvio della riforma dell'XI secolo si deve soprattutto all'imperatore Enrico III di Franconia e al suo intervento al concilio di Sutri del 1046 dove impose come nuovo pontefice Clemente II, vescovo di Bamberga e di spirito autenticamente riformatore. L'impegno dei successivi pontefici e dei teologi che li affiancarono fu fondamentale perché tale processo potesse continuare; essi lottarono duramente contro la simonia e il nicolaismo, e, nel contempo, rafforzarono l'autorità e l'indipendenza dei vertici della Chiesa. Nel 1059 papa Niccolò II emanò il Decretum in electione papae, con il quale si stabilì che l'elezione pontificia si sarebbe svolta durante un sinodo dei cardinali. Il grande protagonista della riforma fu papa Gregorio VII (eletto nel 1073): nel 1075 ribadì il divieto per i laici di investire gli ecclesiastici e, probabilmente nello stesso anno, formulò il Dictatus papae, ove affermò il principio del primato del papa di Roma e del potere spirituale sull'imperatore e sul potere temporale. Gregorio entrò in conflitto con l'imperatore Enrico IV di Franconia in quella che è chiamata la "lotta per le investiture". La disputa, che vedrà scomuniche e deposizioni, penitenze (celebre l'"umiliazione di Canossa") e ritrattazioni, si concluderà con i successori dei due contendenti, papa Callisto II e l'imperatore Enrico V, che nel 1122 con il concordato di Worms raggiunsero un compromesso: al papa spettò l'investitura spirituale, mentre l'imperatore si riservò l'investitura temporale dei vescovi e degli abati. Dalla riforma la Chiesa cattolica ne uscì profondamente trasformata, assumendo un assetto verticistico basato su un centralismo amministrativo e giuridico simile a quello monarchico. Anche l'attuale organizzazione del clero cattolico, fondata sul celibato e su una netta separazione tra vita laica e consacrata, si deve alla riforma.
Il rafforzamento dell'autorità del vescovo di Roma e la conferma dell'obbligo di celibato per il clero furono, tuttavia, due dei motivi che contribuirono ad allontanare ancora di più la Chiesa d'Occidente da quella d'Oriente, già da tempo divise su tanti temi, tra cui quello relativo al problema del Filioque. La crisi ebbe il suo epilogo nel 1054 quando il legato papale Umberto di Silva Candida e il patriarca Michele Cerulario si scomunicarono a vicenda, dando origine al cosiddetto "Grande Scisma" al 2024 ancora esistente.

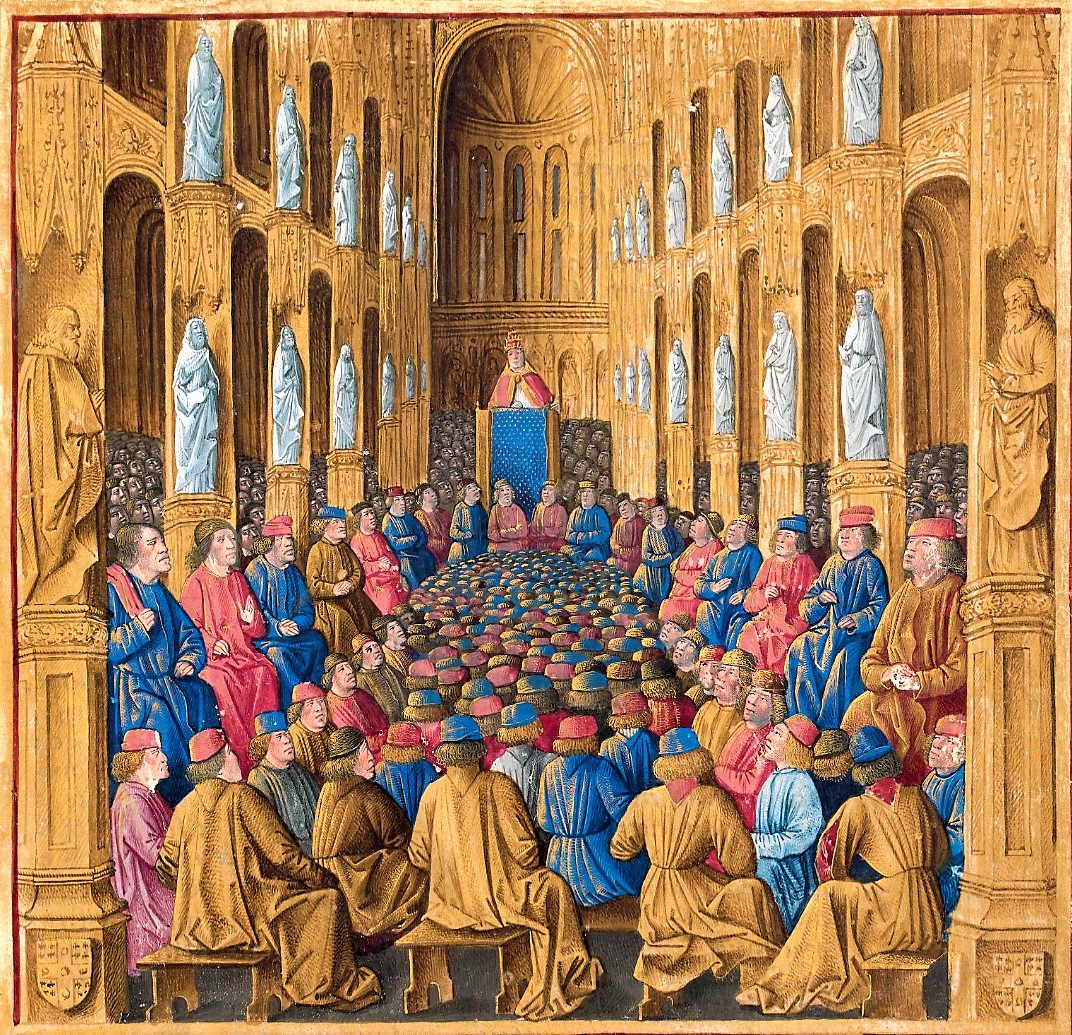
Papa Urbano II al concilio di Clermont del 1095

La Chiesa cattolica uscì dal processo di riforma dell'XI secolo talmente rafforzata che negli anni successivi fu in grado di orientare la politica europea. L'avanzata islamica in Terrasanta convinse papa Urbano II ad indire un pellegrinaggio armato in occasione del concilio di Clermont del 1095, dando inizio al fenomeno delle crociate. La risposta all'appello fu sorprendente. Partiti verso Costantinopoli senza una strategia precisa per la prima crociata, le truppe cristiane conquistarono in poco tempo tutta la costa del Mar di Levante, e nel 1099 presero Gerusalemme. La necessità di difendere i territori conquistati e garantire la sicurezza dei pellegrini portò alla nascita degli Ordini religiosi cavallereschi, i cui appartenenti, oltre a pronunciare i consueti voti monastici, giuravano che avrebbero difeso la cristianità anche militarmente. Il primo tra questi fu l'Ordine equestre del Santo Sepolcro di Gerusalemme, fondato nel 1103, seguito da quello dei cavalieri templari ufficializzato nel 1129 nel corso del Concilio di Troyes.
Le crociate continuarono fino al XIII secolo con alterne fortune, ma non tutte le spedizioni furono finalizzate alla conquista o alla difesa della Terra Santa. Nella "quarta crociata", inizialmente pianificata per raggiungere Gerusalemme, caduta già nel 1187 in mani musulmane, l'esercito cristiano dirottò su Costantinopoli che venne attaccata e depredata. I crociati imposero uno stato cattolico, detto Impero latino d'Oriente, a spese della Chiesa ortodossa locale, aggravando ulteriormente i rapporti tra Oriente ed Occidente. Il movimento crociato riprese vigore per l'ultima volta intorno alla metà del XIII secolo grazie al re di Francia Luigi IX il Santo, fervente religioso. Tuttavia, partito nel 1248 per la "settima crociata", Luigi colse una pesante sconfitta. La successiva spedizione, iniziata nel 1270, si tenne in un clima di declino e sfiducia verso l'ideale della crociata; lo stesso re francese morì di malattia mentre assediava Tunisi. Con la Terra Santa saldamente nelle mani dei turchi e il disinteresse del mondo cristiano terminarono i tentativi di riconquista; nei primi anni del '300 il potente re Filippo IV di Francia mise fuori legge i Templari, accusandoli di falsi crimini per confiscarne i beni, senza che il papato riuscisse ad opporsi.

### Apogeo e declino del cristianesimo occidentale

#### XII e XIII secolo: l'apogeo

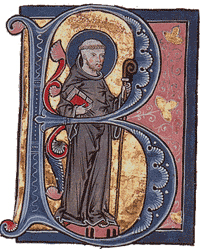
Bernardo di Chiaravalle in una miniatura medievale

Uscita vittoriosa dalla lotta per le investiture e rafforzata dagli esiti della riforma dell'XI secolo, la Chiesa cattolica sperimentò due secoli di grande lustro, anche sul profilo culturale, svolgendo il ruolo di protagonista del cosiddetto rinascimento del XII secolo. Innanzitutto, il '200 fu il periodo "classico" del diritto canonico. Intorno al 1140 Graziano, probabilmente un monaco operante a Bologna dove si era formata la celebre scuola di glossatori, portò a termine una poderosa compilazione in cui riunì quasi 4 000 scritti che andavano dai testi dei padri della Chiesa, ai canoni dei grandi concili e sinodi locali, ai documenti prodotti dai vari pontefici. Largo spazio venne dato alla produzione di sant'Agostino e di papa Gregorio Magno; vennero presi in considerazione anche passi tratti da testi di diritto romano secolari. Anche l'arte cristiana vide importanti evoluzioni, in particolare con la nascita del gotico, tradizionalmente fatta coincidere con la ricostruzione della basilica di Saint-Denis, poco fuori Parigi. Da lì a poco questo stile si diffuse prima nelle diocesi dell'Île-de-France e nei secoli nel resto della Francia, in Inghilterra, nell'Impero e nel resto d'Europa, incontrando resistenze significative solo in Italia. Nel campo della teologia personalità come Adelardo di Bath, Pietro Lombardo, Giovanni di Salisbury, Guglielmo d'Auxerre, Bernardo di Moëlan, Pietro Abelardo e Bernardo da Chiaravalle furono i precursori del successivo periodo d'oro della scolastica, la filosofia cristiana medievale.

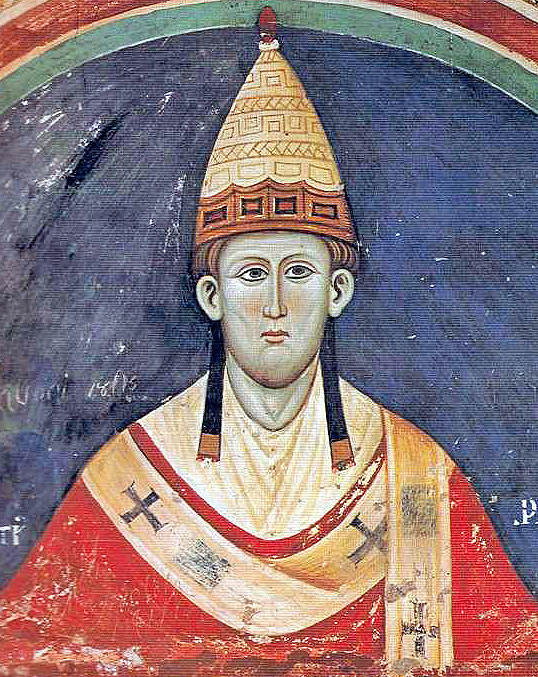
Papa Innocenzo III

Il complesso rapporto tra Chiesa e Impero trova il suo culmine con il XIII secolo, sotto il pontificato di papa Innocenzo III, uno dei papi più importanti del medioevo. Innocenzo concepì la funzione del papato alla stregua di un monarca arrivando ad incentrare su di sé un potere senza precedenti per un pontefice, influenzando enormemente la politica europea del tempo. Di solida formazione giuridica, migliorò l'organizzazione burocratica della Chiesa, riformò la Camera apostolica, fece redigere una raccolta di testi normativi di diritto canonico che completava la raccolta di Graziano. La sua autorità fu senza paragoni (si parla di Plenitudo potestatis, pienezza del potere) e la esercitò su tutta la cristianità occidentale attraverso i legati pontifici. Negli ultimi mesi di pontificato, Innocenzo III presiedette il Concilio Lateranense IV, che per grandezza ricorda quelli del IV e V secolo, con cui vennero emanati ben 70 decreti che riformarono il cristianesimo cattolico, spaziando dalla lotta alle eresie all'organizzazione degli ordini monastici, al culto delle reliquie, agli insegnamenti teologici, alla formazione del clero.
Tuttavia, l'opulenza e il potere acquisito delle gerarchie ecclesiastiche sollevò alcune critiche di chi riteneva che la Chiesa cattolica si fosse allontanata dall'ideale evangelico. Tra il XII e il XIII secolo sorsero movimenti pauperistici strettamente connessi all'ideale di una vita povera di predicatore itinerante, conforme all'esempio offerto da Cristo e dai suoi apostoli. Giudicati eretici, movimenti come i Pauliciani, i Bogomili, gli Arnaldisti, i Petrobrusiani, i seguaci di Enrico di Losanna e i Valdesi, vennero violentemente perseguitati e repressi. I Catari trovarono dimora nella Francia sud occidentale, in Linguadoca, dove aumentarono di numero fino a diventare un movimento popolare di massa. Oggetto di una durissima repressione, contro di loro venne addirittura indetta una crociata tra il 1209 e il 1229. Furono definitivamente annientati, tanto che alcuni storici parlano di genocidio. Tra il 1231 e il 1234, papa Giovanni IX istituì i primi tribunali ecclesiastici contro l'eresia, sottraendo così la materia alla giurisdizione civile.

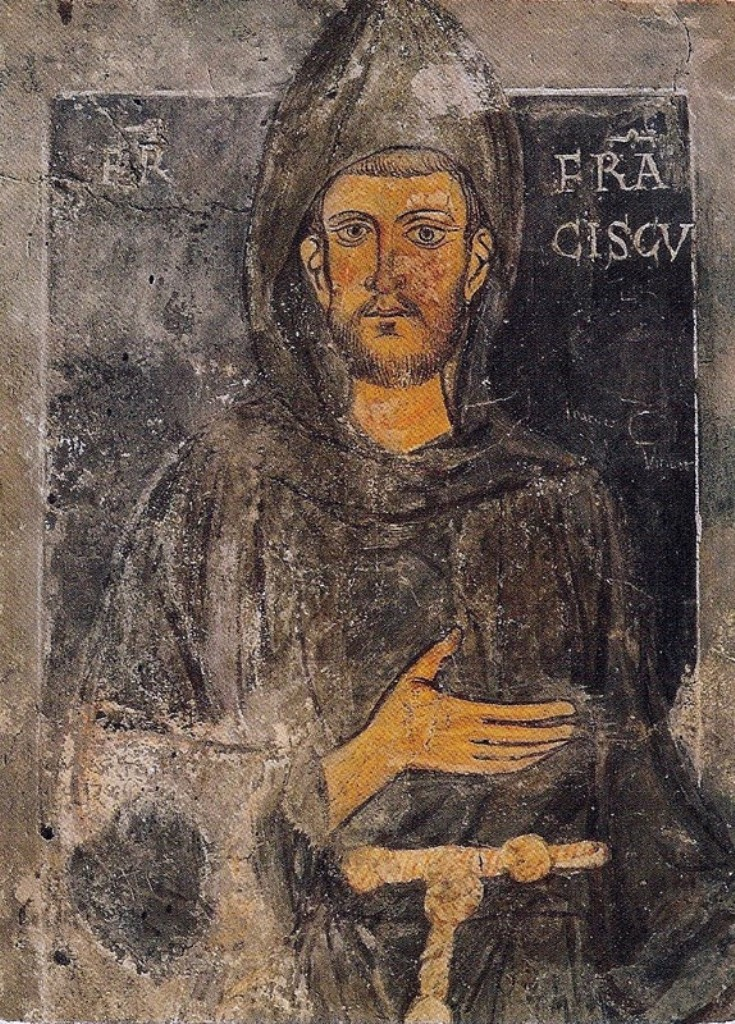
San Francesco d'Assisi, fondatore di uno degli ordini mendicanti più celebri

Accanto a questi gruppi si formarono alcuni ordini mendicanti che si distinguevano dai tradizionali ordini monastici per la loro adesione a un radicale voto di povertà: il loro sostentamento era basato esclusivamente sull'elemosina dei fedeli. Questi, pur predicando l'auspicio ad una nuova moralità, non misero in discussione l'autorità della Chiesa di Roma e nemmeno le sue basi teologiche, così poterono continuare a svilupparsi senza essere accusati di eresia. Due dei più importanti furono l'Ordine dei frati minori, fondato da san Francesco d'Assisi, e l'Ordine dei frati predicatori, fondato da san Domenico di Guzmán. La prima Regola di san Francesco venne approvata nel 1209 da papa Innocenzo III, i cui timori di legittimare un movimento pauperistico vennero quietati dall'assicurazione di Francesco non contestare l'autorità della Chiesa e di offrire sincera obbedienza.

#### XIV e XV secolo: il declino

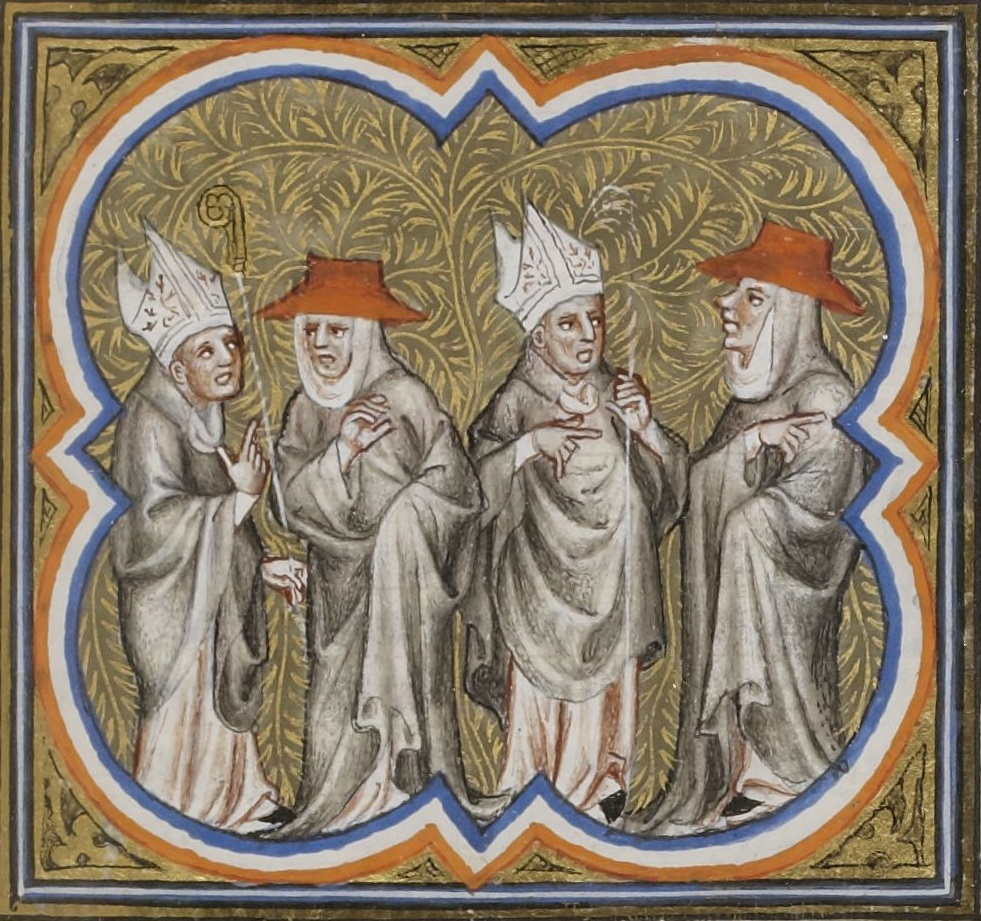
Miniatura del XV secolo: nel 1377 la Chiesa si scinde in due "obbedienze" che lotteranno per quarant'anni l'una contro l'altra

I successori di Innocenzo III furono meno energici nel difendere le prerogative del papato dalle ingerenze politiche dell'impero e degli stati nascenti. In particolare, verso la fine del XIV secoli si consumò un grave scontro tra papa Bonifacio VIII e il potente re di Francia Filippo il Bello. Se il pontefice intendeva esercitare un'alta autorità sovrana su tutti i regni cattolici, Filippo perseguiva il principio per il quale nel suo regno il re è sciolto da ogni autorità, tanto dell'imperatore tanto del pontefice. Il conflitto che ne seguì degenerò fino a spingere il papa a pensare di scomunicare il re francese, ma, il 7 settembre 1303, due sgherri di Filippo fecero prigioniero Bonifacio nell'episodio passato alla storia come "schiaffo di Anagni".
Dopo la morte di Bonifacio, avvenuta poco dopo i fatti di Anagni, e dopo il breve papato di Benedetto XI, nel 1305, dopo undici mesi di conclave, i cardinali elessero l'arcivescovo di Bordeaux, papa Clemente V. Questi prese l'insolita decisione di non recarsi a Roma, ritenuta insicura, ma di spostare la sede pontificia ad Avignone, nel sud della Francia; qui i papi rimasero fino al 1377, quando papa Gregorio XI decise di fare ritorno in Italia. Non c'è unanime consenso tra gli storici riguardo al giudizio sul periodo della "cattività avignonese"; sebbene tutti concordino sul fatto che i papi, anche se giuridicamente liberi e indipendenti, di fatto subirono l'influsso della monarchia francese, tanto che i sette pontefici avignonesi furono tutti francesi, così come la maggioranza dei cardinali, alcuni commentatori hanno sottolineato di come, in realtà, il papato si fosse emancipato dalle pesanti ingerenze delle famiglie nobili romane. Di certo, durante il soggiorno in Provenza, il papato accrebbe la sua organizzazione, affermandosi come monarchia ierocratica dotata di un apparato burocratico ordinato e strutturato.

### La cristianità alla fine del Medioevo

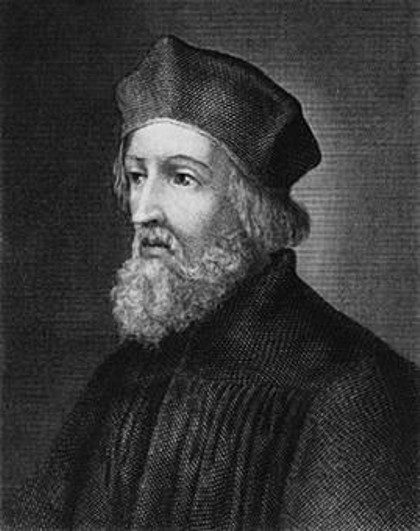
Il riformatore boemo Jan Hus

Nonostante il concilio di Costanza avesse ricomposto lo scisma, la cristianità occidentale uscì dalla crisi profondamente scossa. I fedeli si erano trovati smarriti in una situazione in cui due, o addirittura tre, papi rivendicavano la loro legittimità e l'appartenenza all'una o all'altra obbedienza dipendeva più per la scelta, dettata da ragioni politiche, del proprio regnante che per convinzioni religiose. In questo contesto, in balia sia dei propri collegi cardinalizi sia dei più potenti esponenti del potere temporale, il successore di Pietro aveva visto la propria autorità morale messa in forte discussione. Protagonisti di intrighi politici, di nepotismo e di mecenatismo (grazie a loro Roma sarà una delle capitali del Rinascimento), i papi si distaccheranno sempre più dalla funzione di guida religiosa. L'insofferenza della popolazione a tutto ciò aveva trovato sfogo in alcuni movimenti che auspicavano un ritorno alla Chiesa delle origini, basata sulla spiritualità e sul messaggio evangelico; tra questi si ricordano i lollardi, ispirati dagli insegnamenti del teologo inglese John Wyclif, e gli hussiti, seguaci di Jan Hus.
Non meglio andavano le cose nella Chiesa ortodossa d'Oriente: dopo lo scisma del 1054, la Chiesa di Costantinopoli seguì il destino dell'Impero bizantino a cui era fortemente legata. Alla disastrosa sconfitta nella battaglia di Manzicerta contro i turchi selgiuchidi era seguito un nuovo periodo favorevole con la dinastia dei Comneni alla guida di Bisanzio. Il successivo declino fu inesorabile e vi contribuirono anche i cristiani occidentali quando, nel 1204, cambiarono obiettivo della quarta crociata, assediarono Costantinopoli e, dopo averla presa, insediarono l'Impero latino di fede cattolica, relegando i bizantini in esilio fino al 1261.

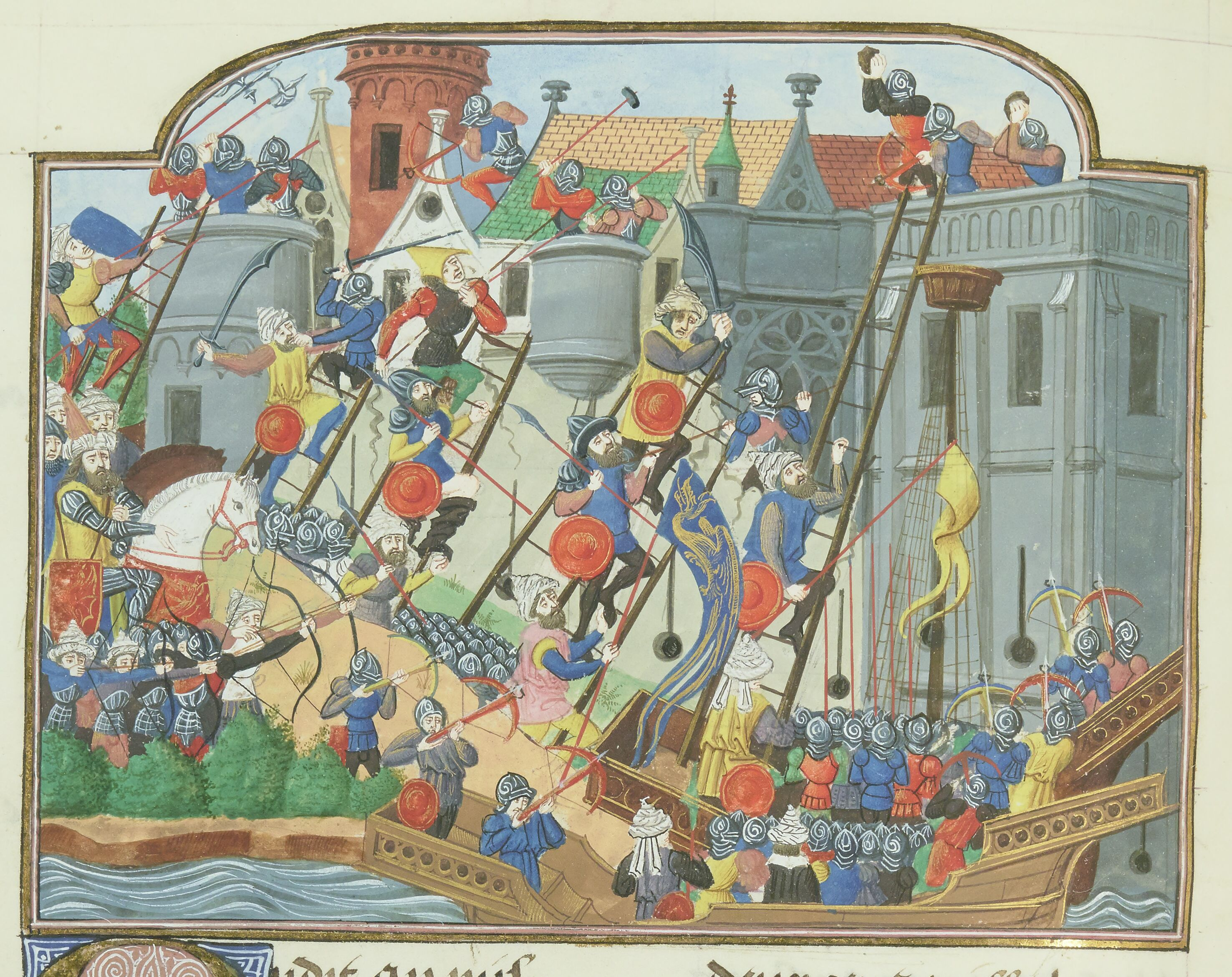
La caduta di Costantinopoli è uno degli eventi che tradizionalmente dividono la fine del Medioevo e l'inizio dell'età moderna

Nonostante la restaurazione, il declino era oramai irreversibile. Minacciato costantemente dalle tribù musulmane, si appellò all'Occidente in cerca di aiuto; tuttavia, i diversi Stati europei posero come condizione la riunificazione della Chiesa cattolica e di quella ortodossa. Due formali riunioni dell'Oriente con Roma, nel 1274 nel Secondo Concilio di Lione e, soprattutto, nel 1439 in occasione del Concilio di Firenze, ma in entrambi i casi le riconciliazioni tra Roma e l'Oriente furono poi disconosciute dai fedeli e dal basso clero delle Chiese orientali che non vollero accettare il cattolicesimo romano. L'ultimo tentativo di portare un aiuto ai cristiani bizantini venne da papa Eugenio IV, che riuscì ad organizzare una nuova crociata; l'iniziativa, tuttavia, fallì a seguito della grave sconfitta colta dall'esercito cristiano nella Battaglia di Varna del 1444. Questa fu l'ultima crociata indetta da un pontefice.
La debolezza della Chiesa di Bisanzio contribuì allo sfaldamento dell'unione ortodossa: nel 1448, i vescovi russi elessero di loro iniziativa il proprio primate nella persona di Giona di Mosca, così la Chiesa ortodossa russa divenne indipendente dal Patriarcato di Costantinopoli. Da quel momento, la Chiesa russa all'interno dei confini del Granducato di Mosca poté considerarsi effettivamente autocefala. Nel 1453 Costantinopoli cadde definitivamente nella mani del sultano Maometto II, un evento che tradizionalmente segna la fine del Medioevo e l'inizio della storia del cristianesimo in età moderna.

## Età moderna

### La riforma protestante in occidente

#### Cause e origini
Alla fine del XV secolo la Chiesa viveva una profonda crisi morale, spirituale e di immagine. A livello del papato e dell'alto clero questa crisi si manifestava con l'assunzione di pratiche e comportamenti che niente avevano a che vedere con la fede. La prima preoccupazione dei papi era la difesa strenua del proprio Stato, con continue guerre che dissanguavano le economie dello Stato Pontificio, e la preoccupazione di arricchire sé stessi più che difendere la religione. Il nepotismo era diffuso a tutti i livelli, a cominciare dai papi. La consuetudine di accumulare i benefici ecclesiastici (con le rendite ad essi connessi) era pratica comune. Il basso clero, scarsamente istruito e senza alcuna preparazione specifica, contribuiva a fare della religione un insieme di pratiche più vicine alla superstizione che alla fede. È stato sottolineato come in ambito cattolico, in risposta a tale decadenza, vi fossero già dal XIII secolo dei movimenti che chiedevano una profonda riforma della Chiesa che la riportasse ai valori originari e ad una dimensione più spirituale che terrena. Tale esigenza era emersa anche tra i vertici ecclesiastici, tuttavia, i tentativi di rinnovamento non riuscirono mai ad essere sufficientemente incisivi, rimanendo relegati a contesti marginali, con scarso seguito o teologicamente deboli.
La veloce circolazione delle idee umanistiche favorita dalla recente invenzione della stampa a caratteri mobili, fu senza dubbio fondamentale per creare il substrato ideologico su cui crebbe l'idea riformistica; la stessa stampa fu poi determinante perché tali idee potessero diffondersi rapidamente. Se tra gli umanisti crescevano le idee che avrebbero contribuito alla Riforma, la teologia cristiana tradizionale stava attraversando una grave crisi che contribuì ad accentuare il distacco tra il popolo e la Chiesa, questo aggravato da una profonda crisi che attraversava la teologia dell'epoca. I filosofi scolastici del XV secolo si perdevano in dispute finalizzate più ad esibire la propria finezza di pensiero che a perseguire un'autentica volontà di ricerca, allontanandosi sempre di più dai testi sacri a favore di sterili speculazioni. A fronte di tutto ciò, è innegabile che l'inizio della Riforma non fu un evento casuale, ma il concretizzarsi di una situazione che da tempo si era venuta a formare da molteplici cause.

#### La Riforma di Lutero

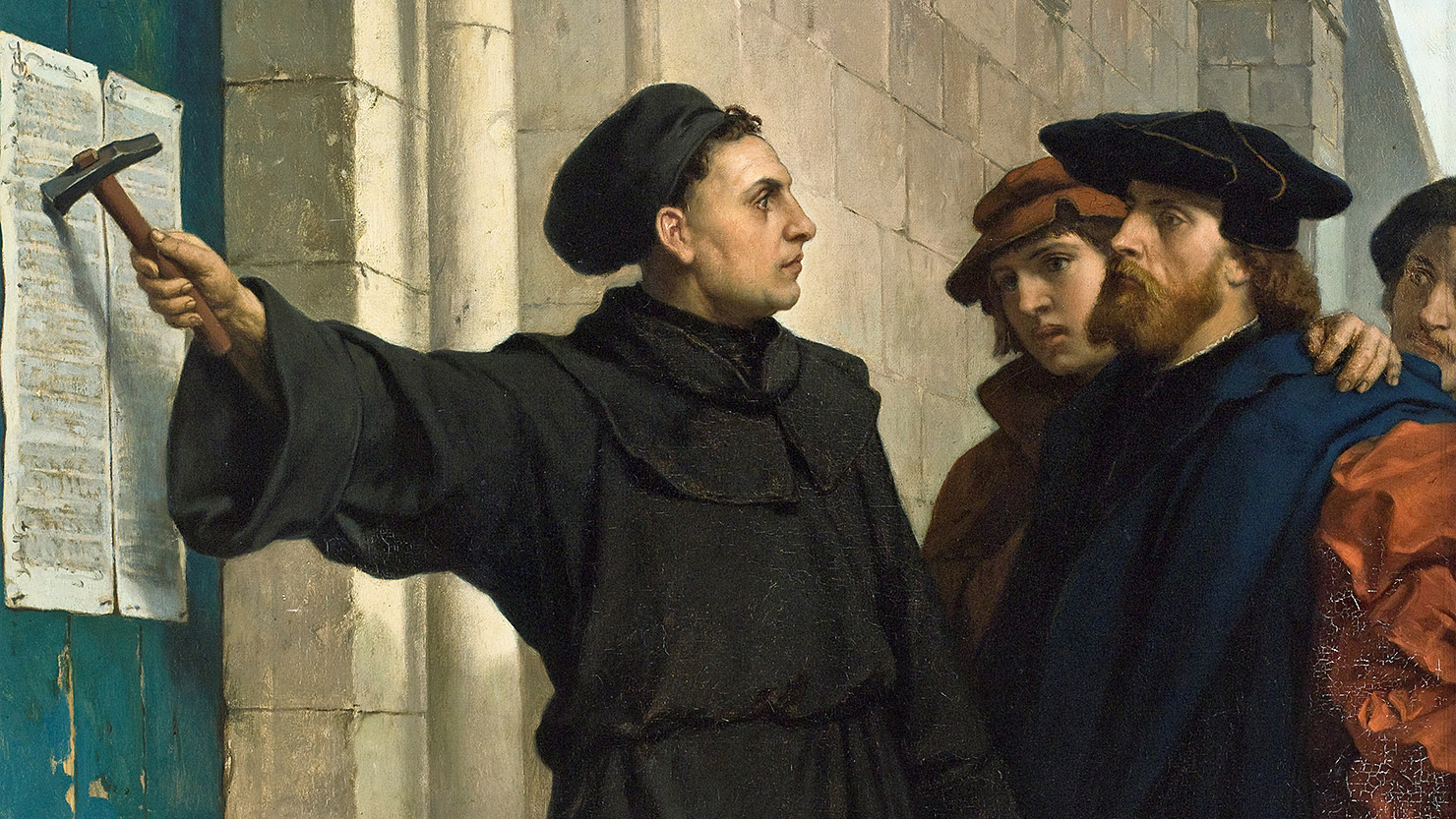
Martin Lutero illustra le sue 95 tesi

Sebbene l'idea di una riforma fosse già da tempo ben consolidata, fu grazie a Martin Lutero che questa divenne uno dei punti nevralgici e centrali di tutto il XVI secolo. Profondamente turbato dall'idea del peccato e dopo aver riflettuto su un passo della Lettera ai Romani, Lutero elaborò una teologia in cui si asseriva che per la salvezza dell'anima non era necessario conseguire particolari meriti, ma era sufficiente abbandonarsi all'azione salvifica di Dio: bastava quindi credere per sapersi e sentirsi salvato. Lo scandalo che egli ebbe dalla vendita delle indulgenze fu l'occasione per rendere pubbliche le sue teorie e nell'ottobre del 1517 compilò le sue 95 tesi che fece circolare tra i teologi del tempo per suscitare un dibattito. Le sue tesi ebbero una diffusione enorme causando effetti dirompenti nella cristianità e non solo. Nel 1520 Lutero, al termine di un processo tenutosi a Roma, venne condannato da papa Leone X tramite la bolla Exsurge Domine a cui seguì la scomunica dopo il suo rifiuto ad una ritrattazione. Anche l'imperatore Carlo V si schierò contro il riformatore e fu soltanto grazie alla protezione dell'elettore di Sassonia Federico il Saggio, che Lutero poté presenziare alla dieta di Worms, in cui venne ribadita la sua condanna, senza che venisse messa a rischio la sua incolumità..
Negli anni seguenti i principi tedeschi sostenitori della riforma luterana aumentarono di numero e la Riforma iniziò sempre più ad avere risvolti politici, divenendo un elemento fondamentale non solo degli equilibri di potere all'interno del Sacro Impero, ma penetrando anche nel contesto delle guerre d'Italia del XVI secolo. L'instabile situazione ebbe tra le sue manifestazioni il tragico sacco di Roma del 1527 ad opera dei Lanzichenecchi, truppe tedesche mercenarie di fede e di sentimenti antipapali, al soldo dell'imperatore, ma in quel momento senza una vera guida. Il sacco, oltre ad essere stato una calamità per la città, rappresentò una vera umiliazione per la Chiesa cattolica, impegnata a contrastare il luteranesimo.

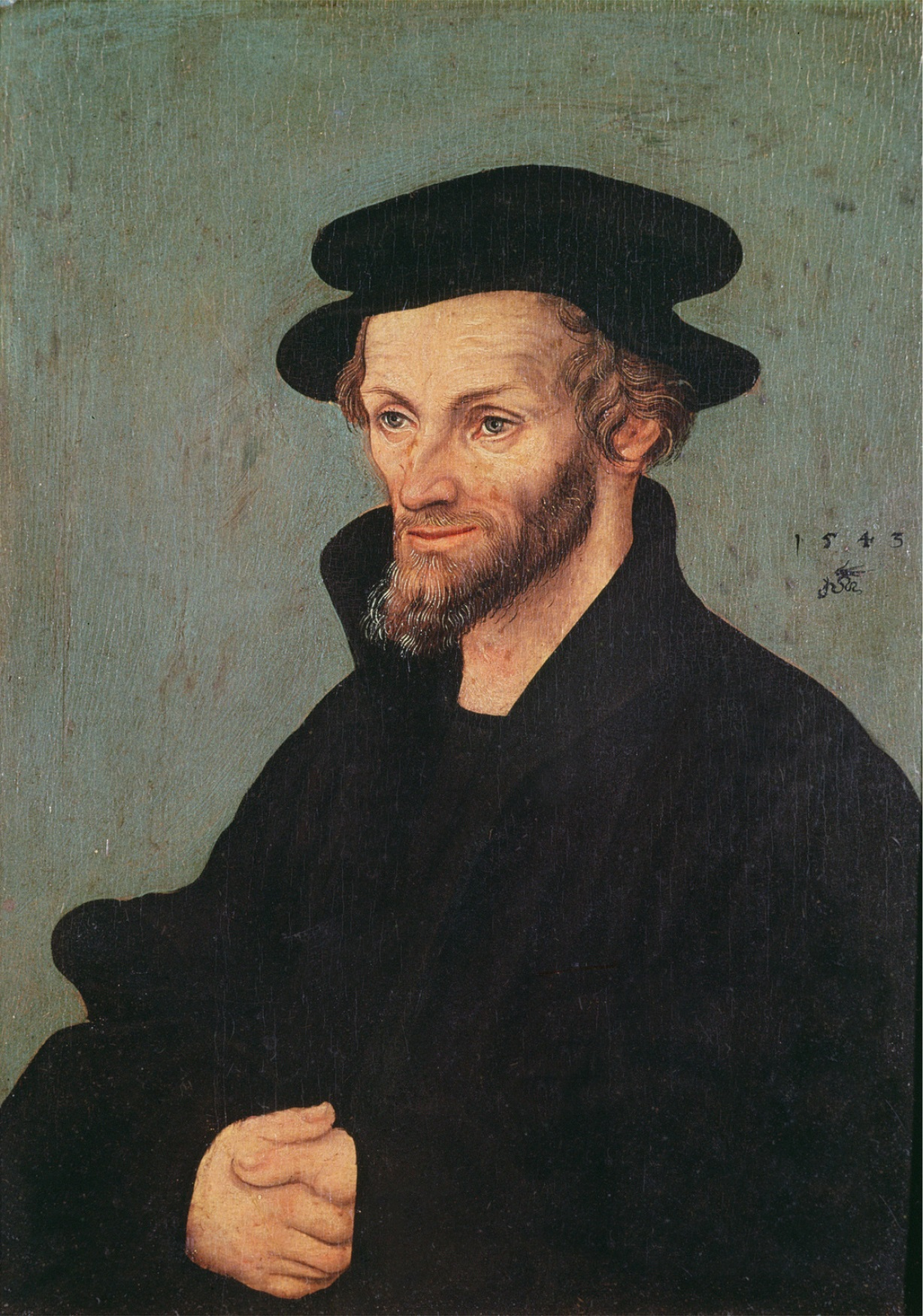
Filippo Melantone, uno dei protagonisti della Riforma

Intanto, il teologo e collaboratore di Lutero Filippo Melantone compose l'opera Confessione augustana che divenne il testo basilare della confessione luterana, rappresentandone la professione di fede. I principi teologici del luteranesimo si possono sintetizzare in tre celebri affermazioni: sola fide, la sola fede è sufficiente per la salvezza; sola gratia, se ciò che salva è solo la fede in Dio, allora nessuna azione umana può cambiare ciò che Dio ha già deciso; sola Scriptura, la Sacra Scrittura non solo contiene tutte le verità rivelate da Dio, ma non ha bisogno di essere illuminata e chiarita dalla tradizione, quindi è inutile la mediazione della Chiesa con il suo magistero, con le sue strutture (papa e gerarchia ecclesiastica) e con i suoi sacramenti. Sull'onda delle tesi luterane, nell'Impero germanico si iniziarono ad affermare alcuni movimenti più radicali. Già verso la fine del 1521 a Wittenberg, alcuni luterani, come Andrea Carlostadio, Zwingli e Melantone, dettero vita a una Riforma dai caratteri più estremi arrivando a cambiare la forma della Messa, a distribuire l'eucaristia nelle due specie e a predicare teorie iconoclaste. I violenti scontri che seguirono obbligarono lo stesso Lutero a richiamare all'ordine e alla pace. Lutero si schierò anche a favore dell'autorità costituita, condannando nel 1524 la rivolta dei contadini.
Nel 1546 i rapporti tra principi protestanti, riuniti nella lega di Smalcalda, e cattolici si fecero sempre più tesi e l'imperatore Carlo V si decise a muovere una guerra contro la lega, la prima delle guerre di religione che devasteranno l'Europa per almeno un secolo. Il conflitto terminò nel 1555 con la Pace di Augusta, che sancì definitivamente la divisione religiosa dell'impero tedesco.

#### La Riforma fuori dalla Germania

Re Enrico VIII d'Inghilterra dette vita allo scisma anglicano

La Riforma non fu un processo che riguardò solo la Germania, ma tutta l'Europa ne fu coinvolta. In Svizzera e Germania meridionale le chiese riformate seguirono un percorso quasi parallelo a quelle luterane, ma con aspetti peculiari, che portarono a comporre un mosaico composito di realtà diverse tra loro; tuttavia tutte affondano le loro radici nell'attività riformatrice di Ulrico Zwingli, Martin Bucer e Giovanni Calvino. Questi, a differenza di Lutero, non cercarono una Riforma della sola Chiesa, ma di tutta la società. Operarono in un contesto politico fatto di libere città, di fatto autonome dal Sacro Romano Impero e di conseguenza prive della forte presenza di quei principi tedeschi che, pro o contro, influirono così tanto sul luteranesimo.
In Inghilterra la rottura con Roma del 1534 non fu dovuta solo alle passioni e alle iniziative di Enrico VIII, ma fu l'ultimo atto di un lungo processo, in corso dalla fine del Trecento, che da un lato vedeva aumentare sempre più l'ostilità contro il clero e la gerarchia corrotta, dall'altro tendeva alla costituzione di una Chiesa autonoma dal papa. La causa scatenante fu comunque il rifiuto di papa Clemente VII di concedere a Enrico la nullità del matrimonio con Caterina d'Aragona. Il diniego portò il re inglese, dapprima a farsi proclamare nel 1531 capo della Chiesa inglese e tre anni più tardi, con l'Atto di Supremazia, ad attribuire al sovrano i diritti su di essa che prima spettavano al papa di Roma, senza che la dottrina subisse alcun mutamento. Alla morte del re, la Chiesa inglese era sostanzialmente ancora cattolica: era sì in atto uno scisma, ma la fede era ancora quella tradizionale. Fu con il figlio e successore di Enrico, Edoardo VI, che vennero introdotte profonde modifiche religiose, cosicché dallo scisma si passò all'eresia. Nel 1549 venne pubblicato un nuovo rituale liturgico, il Book of Common Prayer, di stampo protestante, e nel 1553 una professione di fede di tendenze calviniste circa la dottrina eucaristica. Con il regno di Maria I si tentò, anche con il contributo del cardinale Reginald Pole, di addivenire a una restaurazione del cattolicesimo, ma senza successo. Con Elisabetta I, succeduta a Maria, l'Inghilterra accolse definitivamente le idee riformatrici che circolavano in Europa.

#### Concilio di Trento e Controriforma

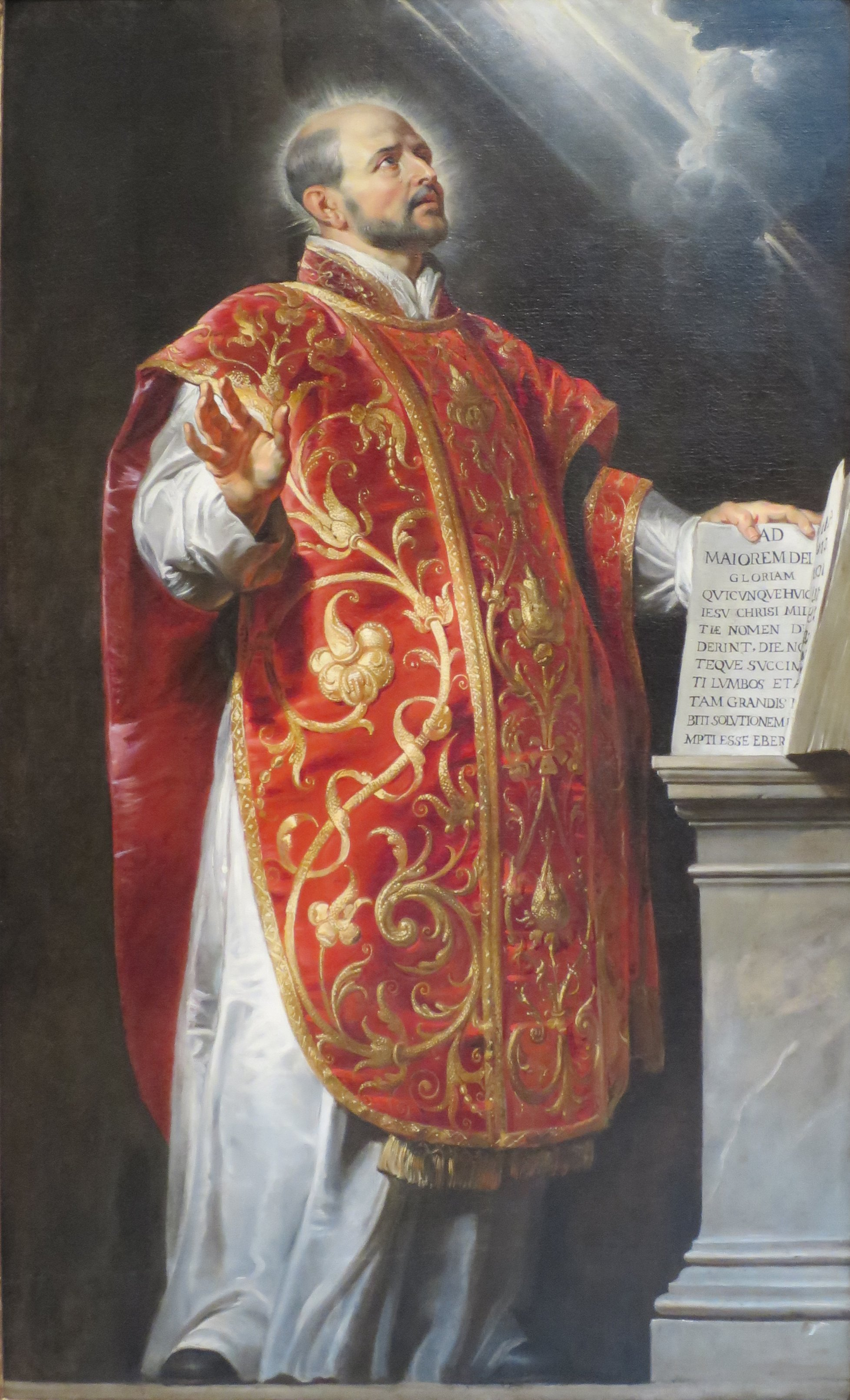
Ignazio di Loyola in un dipinto di Peter Paul Rubens

Già da molto prima che Lutero rendesse pubbliche le sue 95 tesi, all'interno della Chiesa cattolica era emersa l’esigenza di procedere verso una riforma complessiva. Nel 1537 una commissione presieduta dal cardinale Gasparo Contarini produsse il documento conosciuto come Consilium de Emendanda Ecclesia in cui veniva analizzata la situazione della Chiesa di Roma, a cui seguivano alcune raccomandazioni sull'adozione di riforme moralizzatrici. Il diffuso sentimento verso una rinnovata religiosità riguardò anche il popolo, come dimostra lo sviluppo di associazioni religiose laiche, la nascita di nuovi ordini religiosi e il rinnovamento di quelli più antichi. Un esempio fu la riforma dei carmelitani ad opera di Santa Teresa d'Avila e San Giovanni della Croce che dette origine ai carmelitani scalzi. All'interno dell'ordine francescano sorse il ramo cappuccini intenzionato a riproporre una più stretta osservanza della regola francescana. All'interno dei domenicani, figure come Egidio da Viterbo e Girolamo Seripando furono fondamentali per un rinnovamento all'insegna di una maggiore spiritualità. Nel 1540 venne approvata la regola della Compagnia di Gesù fondata da Ignazio di Loyola, i cui appartenenti «culturalmente agguerriti e numerosi, esercitarono la loro influenza in campi molteplici diventando l'elemento più dinamico della Chiesa romana».

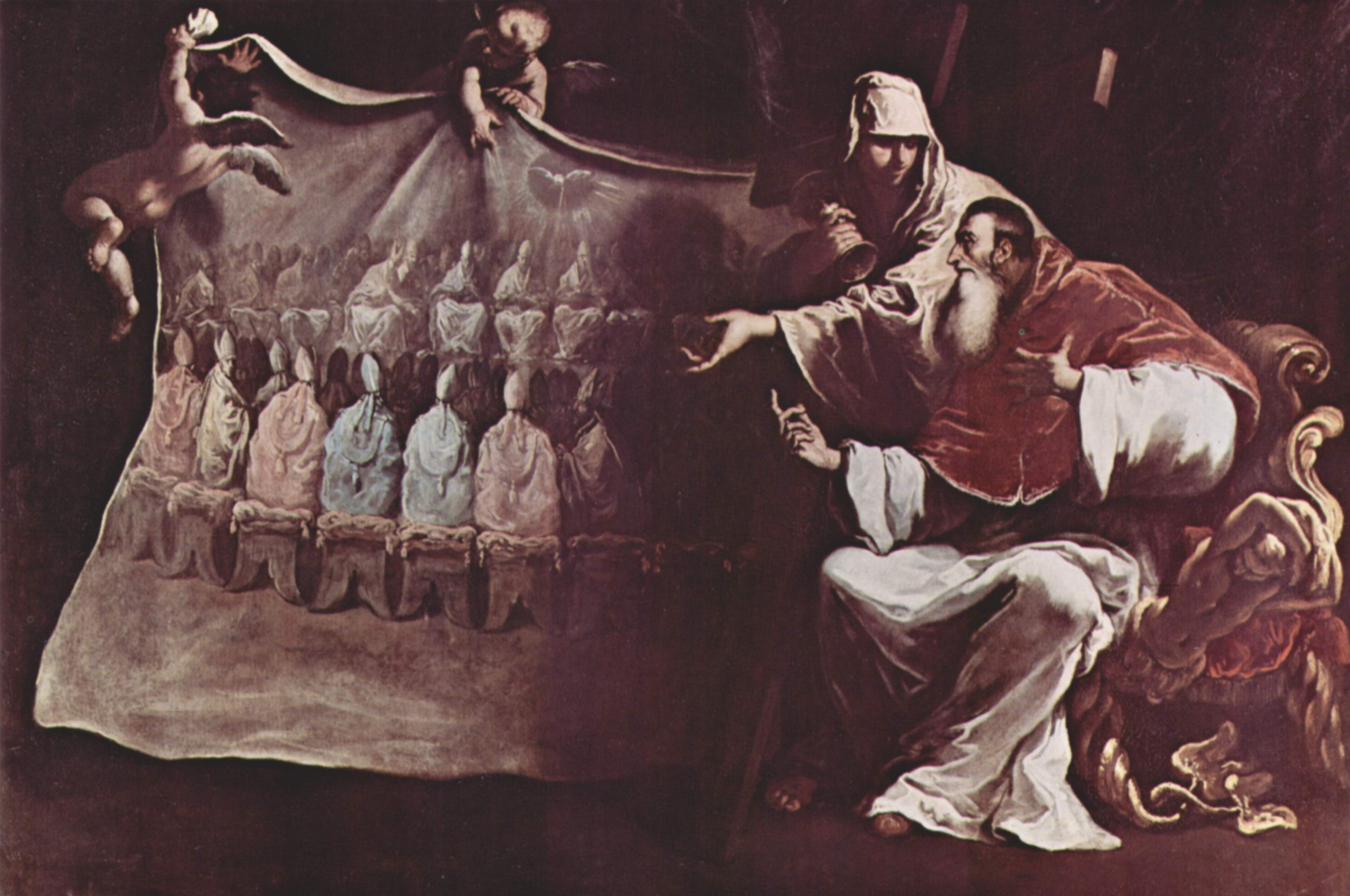
Sebastiano Ricci, Papa Paolo III ha la visione del Concilio di Trento. Olio su tela, 1687-1688, Piacenza, Musei Civici.

Tutti questi movimenti, tuttavia, non avevano nascosto l'esigenza urgente di un concilio che potesse mettere ordine nella Chiesa occidentale. Dopo non poche difficoltà, il Concilio di Trento si poté aprire solennemente il 13 dicembre 1545. I lavori conciliari non furono facili: nel marzo 1547 venne trasferito momentaneamente a Bologna a causa dei timori di un'epidemia di peste, ma ciò provocò le rimostranze dell'imperatore e il ritiro dei vescovi spagnoli. Papa Giulio III, succeduto a Paolo III il 7 febbraio 1550, lo riconvocò a Trento per il primo maggio 1551, ma meno di un anno più tardi venne nuovamente sospeso per lo scoppio della guerra Asburgo–Valois. Riaperto dopo 10 anni di interruzione da papa Pio IV nel 1562 in uno scenario politico totalmente cambiato, i lavori vennero affidati al cardinale e legato pontificio Giovanni Gerolamo Morone, che riuscì a portarlo ufficialmente a termine nel dicembre del 1563, dopo quasi vent'anni dalla sua apertura.

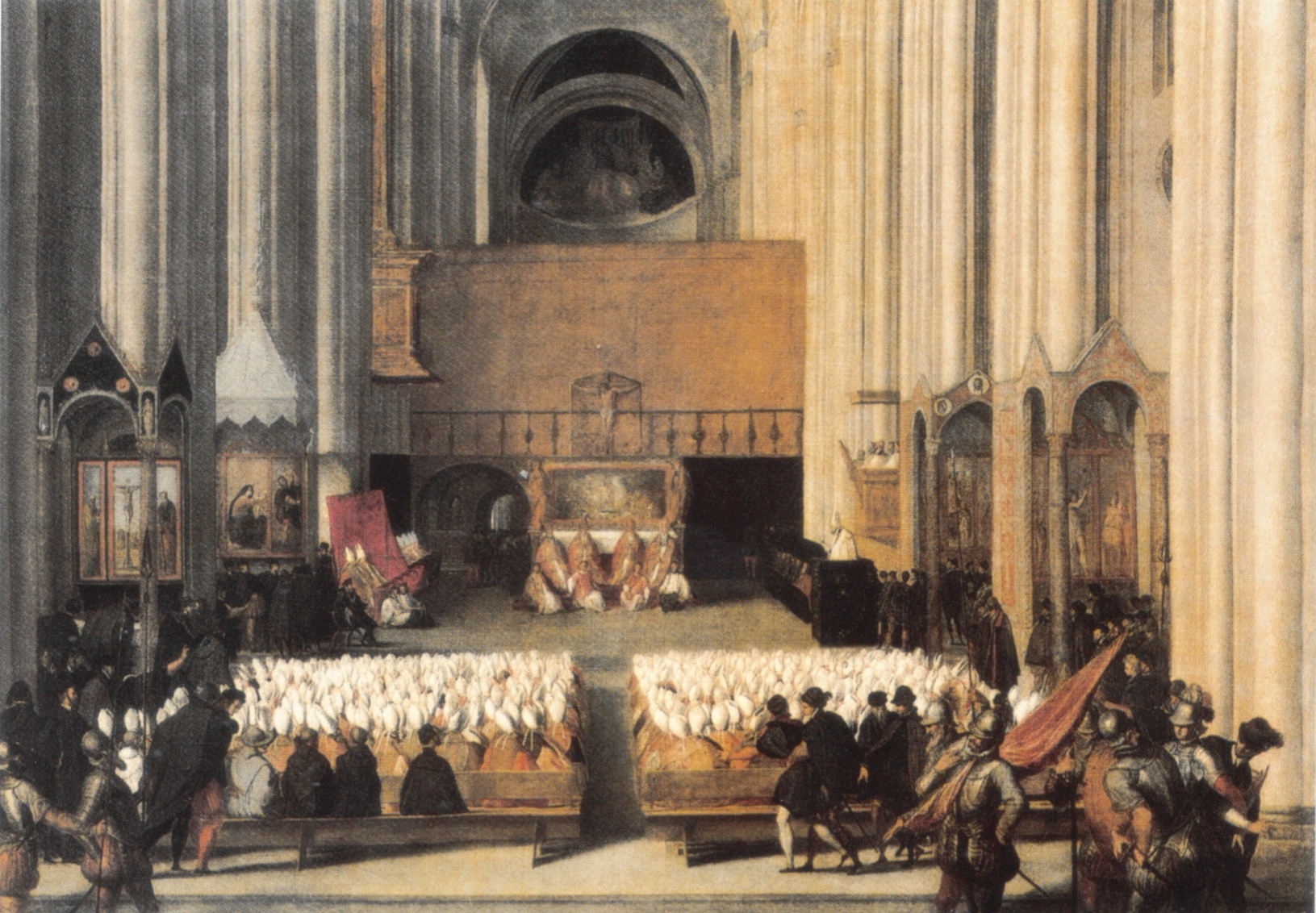
Sessione solenne del concilio di Trento tenuta nella cattedrale di San Vigilio nel luglio del 1563.

Il concilio di Trento non riuscì nell'intento di ricomporre lo scisma protestante, ma ebbe comunque un notevole impatto sulla società cattolica del tempo, contribuendo alla formazione di una nuova spiritualità in un processo noto come "controriforma". Innanzitutto vennero rafforzati i capisaldi della dottrina messi in discussione dai riformatori, ribadendo l'importanza delle opere per l'ottenimento della grazia, la natura sacramentale della Chiesa e la necessità di una gerarchia ecclesiastica. Il concilio riconobbe sette sacramenti e con il decreto Tametsi si regolò il matrimonio stabilendo un requisito di forma per la sua validità. A livello politico, dal concilio l'autorità del pontefice uscì rafforzata, almeno formalmente, come non mai. Particolare attenzione venne messa nella formazione religiosa (Catechismo del Concilio di Trento), sia del clero grazie all'istituzione di seminari nelle diocesi, sia della popolazione, spesso affidata agli ordini religiosi e in particolare ai gesuiti. Quest'ultima però rimase perlopiù superficiale, basata sull'apprendimento mnemonico delle basi teologiche; venne bandita la lettura delle Sacre Scritture in volgare e così per gran parte del popolo l'intermediazione del clero rimase essenziale per l'accesso alla Bibbia.
Le decisioni prese nel concilio ebbero effetti anche sull'arte. Di fatto si iniziarono a contrastare le licenze iconografiche tipiche del manierismo a favore di una più precisa aderenza alla storia cristiana e all'eliminazione dei caratteri profani o quelli considerati indecenti. Dalla musica vennero banditi il contrappunto, gli improvvisi o il diminuendo. Nel 1577 san Carlo Borromeo pubblicò un trattato sulle regole dell'architettura religiosa in ossequio alle idee emerse durante il concilio. Anche filosofia, scienza e diritto subirono la censura e venne perseguitato chiunque proponesse teorie che andassero contro la dottrina aristotelica ufficiale della Chiesa.
Largo spazio venne dato alla lotta alle eresie sotto la guida del Santo Uffizio. Il clima intransigente verso qualunque forma di eterodossia, comportò eccessi arrivando a considerare i comportamenti "superstiziosi" di uomini e, soprattutto, donne. I giudici iniziarono a perseguire quelle pratiche, culti e devozioni personali non in linea con la dottrina e spesso frutto di credenze e tradizioni arcaiche. Si arrivò così all'apice di quel fenomeno conosciuto come "caccia alle streghe", in cui si celebrarono processi contro donne accusate di compiere magie, sortilegi e divinazioni.

#### L'Europa dopo la Riforma

I primi Stati che ufficialmente introdussero il protestantesimo tra il 1525 e il 1530

La Riforma protestante ebbe effetti dirompenti sul cristianesimo occidentale. In primo luogo andò definitivamente a rompersi quell'unità religiosa che da secoli contraddistingueva l'Europa: se l'Italia, la Spagna e la Francia rimasero a maggioranza cattolica e riconoscevano dunque il primato del papa, Svizzera, Inghilterra, Scandinavia e parte della Germania, dell'Austria, dell'Ungheria e della Boemia avevano abbandonato Roma per seguire altre confessioni riformate. Numericamente si stima che tra i circa cinquanta milioni di abitanti che doveva contare l'Europa della prima metà del XVI secolo, circa venti milioni fossero passati al protestantesimo.
Tale frammentazione comportò inevitabilmente lo scoppio di guerre di religione che insanguinarono l'Europa. Particolare la situazione della Francia che ondeggiò a lungo tra cattolicesimo e protestantesimo per poi orientarsi definitivamente verso Roma alla fine del secolo sotto re Enrico IV di Francia, ma solo dopo pesanti conflitti spentisi grazie all'Editto di Nantes. In Germania, la pace raggiunta ad Augusta durò soltanto fino agli inizi del XVII secolo, quando venne rotta dalla Guerra dei trent'anni.
Il papato uscì profondamente indebolito dal punto di vista politico, ma la spinta della Controriforma contribuì ad elevarlo sul piano morale dopo la decadenza che aveva attraversato in età rinascimentale. La decadenza del potere papale e la rottura dell'unità religiosa furono fattori che senza dubbio contribuirono al processo di affermazione degli Stati nazionali e del nazionalismo già da tempo avviato.

## Magistero della Chiesa cattolica
Il 21 novembre 2024 papa Francesco ha pubblicato la Lettera del Santo Padre Francesco sul rinnovamento dello studio della storia della Chiesa.